# Hôn nhân cùng giới ở México
Hôn nhân cùng giới được công nhận hợp pháp trên toàn bộ México kể từ 31 tháng 12, 2022.
Kết hợp dân sự đã được thực hiện hợp pháp tại Thành phố México và ở các bang Campeche, Coahuila, Michoacán, và Tlaxcala. Từ năm 2013 đến 2016, chúng cũng được thực hiện ở bang Colima, nhưng được thay thế bằng luật hôn nhân cùng giới. Chúng cũng được thực hiện tại Jalisco vào đầu năm 2014, nhưng luật pháp đã bị đánh sập trên cơ sở thủ tục vào năm 2018.
Kể từ tháng 8 năm 2010, các cuộc hôn nhân cùng giới được thực hiện ở Mexico được 31 quốc gia công nhận không có ngoại lệ và các quyền vợ chồng cơ bản (như thanh toán tiền cấp dưỡng, quyền thừa kế và bảo hiểm vợ chồng của hệ thống an sinh xã hội liên bang) cũng được áp dụng cho cặp vợ chồng cùng giới trên cả nước.
Vào tháng 6 năm 2015, Tòa án Tối cao México đã ra phán quyết rằng các lệnh cấm kết hôn cùng giới là vi hiến. Phán quyết của tòa án được coi là một "luận điểm pháp lý" và không làm mất hiệu lực của bất kỳ luật pháp tiểu bang nào, nhưng đã chuẩn hóa các thủ tục để các thẩm phán và tòa án trên khắp Mexico chấp thuận tất cả các đơn xin kết hôn cùng giới.
Vào 31 tháng 12, 2022, Thành phố Mexico và tất cả các tiểu bang ở Mexico đều đã hợp pháp hóa hôn nhân cùng giới.

## Lịch sử
Vào ngày 9 tháng 11 năm 2006, sau nhiều năm xem xét, Hội đồng lập pháp của Quận Liên bang (ALDF) đã phê chuẩn một đạo luật liên minh dân sự được gọi là Ley de Sociedades de Convivencia. Đó là luật đầu tiên như vậy ở Mexico, ngay sau đó là bang miền bắc Coahuila vào tháng 1 năm 2007.
Vào cuối tháng 11 năm 2009, đảng hàng đầu tại Hội đồng Lập pháp của Quận Liên bang, Đảng của Cách mạng Dân chủ (PRD), đã tuyên bố rằng họ đang đưa ra một sửa đổi Bộ luật Dân sự để hợp pháp hóa hôn nhân cùng giới ở Mexico Thành phố, một dự án được xác nhận bởi Người đứng đầu Chính phủ địa phương, Marcelo Ebrard, nhưng bị phản đối mạnh mẽ bởi lực lượng chính trị lớn thứ hai trong nước, quyền của -center Đảng Hành động Quốc gia (PAN) và Giáo hội Công giáo La Mã. Dự luật đã tìm thấy sự hỗ trợ từ hơn 600 tổ chức phi chính phủ, bao gồm Hiệp hội đồng tính nữ quốc tế, đồng tính nam, song tính, chuyển giới và chuyển giới (ILGA) và Ân xá quốc tế (AI). Vào ngày 21 tháng 12 năm 2009, Thành phố Mexico đã trở thành khu vực tài phán đầu tiên Mỹ Latinh hợp pháp hóa hôn nhân cùng giới. Luật có hiệu lực vào ngày 4 tháng 3 năm 2010.
Vào ngày 5 tháng 8 năm 2010, Tòa án Tối cao đã bỏ phiếu 8-2 để duy trì tính hợp hiến của luật hôn nhân cùng giới của Thành phố Mexico. Tòa án sau đó phán quyết vào ngày 10 tháng 8 năm 2010, rằng các cuộc hôn nhân ở Thành phố Mexico có giá trị trên toàn bộ đất nước.
Vào ngày 28 tháng 11 năm 2011, hai cuộc hôn nhân cùng giới đầu tiên xảy ra ở Quintana Roo sau khi phát hiện ra rằng Bộ luật Dân sự của Quintana Roo không cấm kết hôn một cách rõ ràng, nhưng những cuộc hôn nhân này sau đó đã bị Thống đốc Quintana Roo hủy bỏ vào tháng 4 năm 2012. Vào tháng 5 năm 2012, Ngoại trưởng Quintana Roo đã đảo ngược các cuộc bãi bỏ và cho phép các cuộc hôn nhân cùng giới trong tương lai được thực hiện tại bang này.
Một trường hợp năm 2012 Oaxaca là mấu chốt trong việc mở ra cánh cửa cho hôn nhân cùng giới hợp pháp ở mọi tiểu bang ở Mexico, thông qua quá trình  recurso de amparo . Sử dụng các quyết định quốc tế, có phán quyết là tiền lệ pháp lý tại tòa án Mexico, như các biện pháp bảo vệ trong Công ước Mỹ về Nhân quyền Atala Riffo and Daughters v. Chile, các trường hợp Hoa Kỳ Loving v. Virginia và Brown v. Board of Education và pháp lệnh chống phân biệt đối xử của Mexico, Tòa án Công lý Tối cao phán quyết vào ngày 5 tháng 12 năm 2012 rằng: 1) Luật pháp giới hạn hôn nhân với một nam và một nữ, hoặc vì mục đích duy trì loài, vi phạm luật liên bang yêu cầu họ "tương ứng với tất cả mọi người mà không có sự phân biệt "và 2) Các luật như vậy là vi hiến trên cơ sở phân biệt đối xử theo khuynh hướng tình dục và chiếm đoạt quyền, không chỉ của cá nhân mà cả quyền của hai vợ chồng, để tạo thành một gia đình. Phán quyết không trực tiếp đảo ngược các luật lệ đã ban hành, nhưng xác định rằng các cuộc hôn nhân có được bằng lệnh cấm có thể được thực hiện ở bất kỳ tiểu bang nào, bất kể Bộ luật Dân sự tiểu bang đã được thay đổi.
Một quyết định mang tính bước ngoặt, được ban hành vào ngày 29 tháng 1 năm 2014, là lệnh đầu tiên để công nhận hôn nhân trong Puebla. Vụ án liên quan đến một cặp vợ chồng cùng giới kết hôn hợp pháp tại Mexico City vào năm 2012 và đã nộp đơn xin trợ cấp vợ chồng với Viện An sinh Xã hội Mexico (IMSS) ở bang Puebla, nhưng bị từ chối. Bởi vì người khiếu nại đã chết trong quá trình xử phạt, một tòa án cấp dưới đã bác bỏ vụ kiện, nhưng Tòa án Tối cao đã ban lệnh cấm và ra lệnh công nhận hôn nhân của cả hai bang Puebla và IMSS. Lệnh yêu cầu IMSS mở rộng lợi ích tương đương với lợi ích của các cặp vợ chồng dị tính kết hôn với người đồng tính nam và đồng tính nữ đã kết hôn hoặc đã tham gia vào các đoàn thể dân sự trên khắp Mexico.
Một quyết định của Tòa án Tối cao Mexico vào ngày 12 tháng 6 năm 2015 đã dẫn đến một phán quyết cho thấy lệnh cấm của nhà nước đối với hôn nhân cùng giới là vi hiến. Phán quyết của tòa án được coi là một "luận điểm pháp lý" và không làm mất hiệu lực của bất kỳ luật pháp tiểu bang nào, có nghĩa là các cặp cùng giới bị từ chối quyền kết hôn vẫn sẽ phải tìm kiếm các lệnh riêng lẻ. Phán quyết đã tiêu chuẩn hóa các thủ tục cho các thẩm phán và tòa án trên khắp Mexico để phê chuẩn tất cả các đơn xin kết hôn cùng giới, và bắt buộc phê duyệt. Phán quyết được công bố trên Công báo Tư pháp của đất nước vào ngày 19 tháng 6 năm 2015 và trở thành ràng buộc vào ngày 22 tháng 6 năm 2015. Một số người cho rằng phán quyết "hợp pháp hóa hiệu quả" hôn nhân cùng giới ở Mexico, Mặc dù không có thay đổi về lập pháp, các nhà đăng ký dân sự vẫn bị ràng buộc tuân theo luật pháp nhà nước. Thật vậy, Tòa án Tối cao không có quyền lực pháp lý để đánh đổ tất cả các lệnh cấm kết hôn cùng giới của các tiểu bang. Nó chỉ có thể làm như vậy tại một thời điểm và trong các trường hợp cụ thể.
Các nhà nước cầm quyền:
"Kết hôn. Luật pháp của bất kỳ thực thể liên hiệp nào, một mặt, cho rằng mục đích của nó [hôn nhân] là sinh sản và/hoặc định nghĩa nó là điều được tôn vinh giữa một người đàn ông và một người phụ nữ, là vi hiến." (Matrimonio. La ley de cualquier entidad federativa que, por un lado, considere que la finalidad de aquél es la procreación y/o que lo defina como el que se celebra entre un hombre y una mujer, es inconstitucional.)

Vào ngày 20 tháng 12 năm 2015, Ủy ban Nhân quyền Quốc gia đã gửi một đề nghị chung cho tất cả các cơ quan hành pháp và lập pháp nhà nước, yêu cầu họ cho phép kết hôn cùng giới trong phạm vi quyền hạn của mình. Nó cũng tuyên bố rằng Ủy ban Nhân quyền Quốc gia coi các công trình hôn nhân khác biệt đối với các cặp cùng giới (như đoàn thể dân sự) là phân biệt đối xử.
Vào ngày 17 tháng 5 năm 2016, Tổng thống Mexico Enrique Peña Nieto tuyên bố ông đã ký một sáng kiến sửa đổi Điều 4 của Hiến pháp Mexico, sẽ hợp pháp hóa hôn nhân cùng giới trên toàn quốc. Bất kỳ sửa đổi Hiến pháp nào cũng cần có sự hỗ trợ của ít nhất hai phần ba trong Quốc hội và phê chuẩn từ đa số đơn giản trong số 31 tiểu bang. Ông cũng đã nộp một dự luật để thực hiện các thay đổi phù hợp trong Bộ luật Dân sự. Chủ tịch Ủy ban về các vấn đề hiến pháp của Phòng đại biểu, Daniel Ordoñez, đã tuyên bố vào tháng 6 năm 2016 rằng sáng kiến của Tổng thống sẽ được tranh luận trong ủy ban vào cuối năm nay. Ordoñez cũng nói rằng 47.000 thư bày tỏ sự phản đối sáng kiến đã được nhận mặc dù không ai trong số họ được ký. Vào ngày 9 tháng 11 năm 2016, ủy ban đã từ chối sáng kiến 19 phiếu bầu cho 8.
Vào ngày 30 tháng 11 năm 2016, Tòa án Tối cao Mexico đã nhất trí tuyên bố rằng sáu điều của Luật của Viện An sinh Xã hội và Dịch vụ Xã hội của Công nhân Nhà nước (tiếng Tây Ban Nha: Ley del Instituto de Seguridad y Servicios Sociales de los Trabajadores del Estado, ISSSTE) là vi hiến vì họ phân biệt đối xử với các cặp cùng giới. Tòa án cho rằng từ ngữ của các điều 6, 39, 40, 131 và 135, và các phần I và II của Đạo luật ISSSTE đã vi phạm quyền của các cặp cùng giới để liên kết với tư cách là người thụ hưởng của Viện và do đó, các bài viết đó vi phạm nguyên tắc bình đẳng và không phân biệt đối xử được thiết lập tại Điều 1 và 123 của Hiến pháp Liên bang.
Vào ngày 30 tháng 1 năm 2017, một phán quyết được đưa ra bởi Tòa án tối cao của Phòng đầu tiên của Mexico đã có hiệu lực. Phán quyết tuyên bố rằng tất cả các cặp cùng giới ở México có quyền thiết lập và duy trì cuộc sống gia đình trên toàn quốc, cho dù thông qua việc ủng hộ, nhận con nuôi hoặc các phương tiện khác có được từ những tiến bộ khoa học.
2018 tổng tuyển cử đã dẫn đến Phong trào tái sinh quốc gia (MORENA), một đảng cánh tả hôn nhân cùng giới, giành được đa số hoặc đa số các ghế lập pháp tại 13 tiểu bang nơi hôn nhân cùng giới chưa được hợp pháp hóa. MORENA cùng với hôn nhân cùng giới Đảng Lao động cũng giành được đa số tuyệt đối trong Phòng đại biểu và Thượng viện. Vào tháng 9 năm 2018, ngay sau khi bắt đầu điều khoản lập pháp, Thượng nghị sĩ MORENA Germán Martínez đã đưa ra một dự thảo đề xuất hợp pháp hóa hôn nhân cùng giới trên toàn quốc ở Mexico.
Vào ngày 19 tháng 10 năm 2018, một tòa án liên bang Mexico phán quyết rằng Mexico phải công nhận các cuộc hôn nhân cùng giới được thực hiện tại các lãnh sự quán và đại sứ quán Mexico ở nước ngoài miễn là một đối tác là công dân Mexico. Các nguyên đơn trong vụ kiện kết hôn tại lãnh sự quán Mexico ở Thành phố New York vào ngày 26 tháng 11. Kể từ khi cặp đôi kết hôn qua amparo, các cặp cùng giới khác muốn kết hôn không được tự động làm như vậy; họ phải nộp từng lệnh riêng lẻ tại tòa án. Vào cuối tháng 11, Thượng nghị sĩ Ricardo Monreal đã giới thiệu một dự luật trước Quốc hội để cho phép các cuộc hôn nhân cùng giới ở các lãnh sự quán Mexico mà không cần phải có amparo.
Vào ngày 6 tháng 11 năm 2018, Thượng viện đã nhất trí (110-0) thông qua dự luật quy định một số phán quyết của tòa án liên quan đến các quyền hợp pháp của các cặp cùng giới thành luật, cụ thể là lợi ích an sinh xã hội và quyền hưởng lương hưu của góa phụ hoặc góa phụ. Dự luật nhất trí (415-0) đã thông qua Phòng đại biểu vào cuối tháng đó. Bây giờ nó phải trở lại Thượng viện do một số sửa đổi được thông qua bởi Phòng đại biểu.

### México Igualitario Project
Nhóm hoạt động México Igualitario đang theo đuổi một chiến lược pháp lý để giành được nhà nước hôn nhân cùng giới thông qua tòa án. Khi một tòa án ở Mexico quy định rằng một luật hiện hành là vi hiến trong năm  amparos  riêng biệt và liên tiếp, sử dụng ngôn ngữ giống hệt nhau trong mỗi phán quyết, điều này tạo ra luật học chống lại luật đó và ràng buộc các cơ quan lập pháp tiểu bang thay đổi luật. Quá trình này được gọi là recurso de amparo. Khi một cặp cùng giới bị từ chối quyền kết hôn, họ có thể nộp đơn yêu cầu tòa án để yêu cầu họ được phép kết hôn hợp pháp. Kể từ năm 2015, các tòa án đã có nghĩa vụ ra phán quyết có lợi cho các cặp cùng giới tìm kiếm giấy chứng nhận kết hôn. Một amparo có thể được viện dẫn khi một người cảm thấy quyền của họ đã bị vi phạm. Quá trình này không tốn kém, nhưng "tốn thời gian". Từ tiếng Anh "lệnh" có thể được sử dụng để chỉ amparos. Mặc dù các yêu cầu pháp lý cho các quốc gia để hợp pháp hóa hôn nhân cùng giới sau 5 phán quyết của amparo, điều này thường không được tuân theo. Tại Chihuahua, trước khi hợp pháp hóa hôn nhân cùng giới vào năm 2015, gần 20 lệnh đã được thực hiện. Một số tiểu bang chỉ đơn giản là chọn bỏ qua hoặc trì hoãn việc thực hiện hôn nhân cùng giới.
Một thủ tục khác nhau tồn tại. Nếu các quan chức ở một quốc gia nhất định liên tục kháng cáo các vụ kiện amparo lên tòa phúc thẩm liên bang và mất năm lần liên tiếp (lưu ý rằng kể từ năm 2015, không có tòa án nào ở Mexico được phép chống lại hôn nhân cùng giới), và nếu tòa án phúc thẩm chuyển tiếp kết quả lên Tòa án Tối cao (SCJN), SCJN có thể buộc cơ quan lập pháp tiểu bang bãi bỏ lệnh cấm của mình. Tòa án cho tiểu bang thời hạn mà theo đó phải sửa đổi luật của mình, thường là 90 hoặc 180 ngày làm việc. Nếu nhà nước không thay đổi luật pháp cho phép kết hôn cùng giới vào ngày đó, SCJN sẽ ban hành "Tuyên bố chung về vi hiến" (tiếng Tây Ban Nha: Declaratoria General de Inconstitucionalidad) và đánh pháp luật xuống. Trong những trường hợp này, amparo cũng được gọi là "độ phân giải". Vào tháng 11 năm 2016, Sinaloa đã trở thành tiểu bang đầu tiên đạt được năm nghị quyết giống hệt nhau, tiếp theo là Chihuahua vào tháng 2 năm 2017, Nuevo León vào tháng 10 năm 2018 và Tamaulipas vào tháng 11 năm 2018. Tuy nhiên, chính quyền bang ở một số bang này đã cố tình trì hoãn và chặn các nỗ lực hợp pháp hóa hôn nhân cùng giới trong bộ luật dân sự của họ, nói rõ với những người khác rằng họ chưa nhận được "Tuyên bố chung về vi hiến". Các tiểu bang khác gần đạt được năm nghị quyết bao gồm Aguascalientes và Sonora.

### Hành động vi hiến

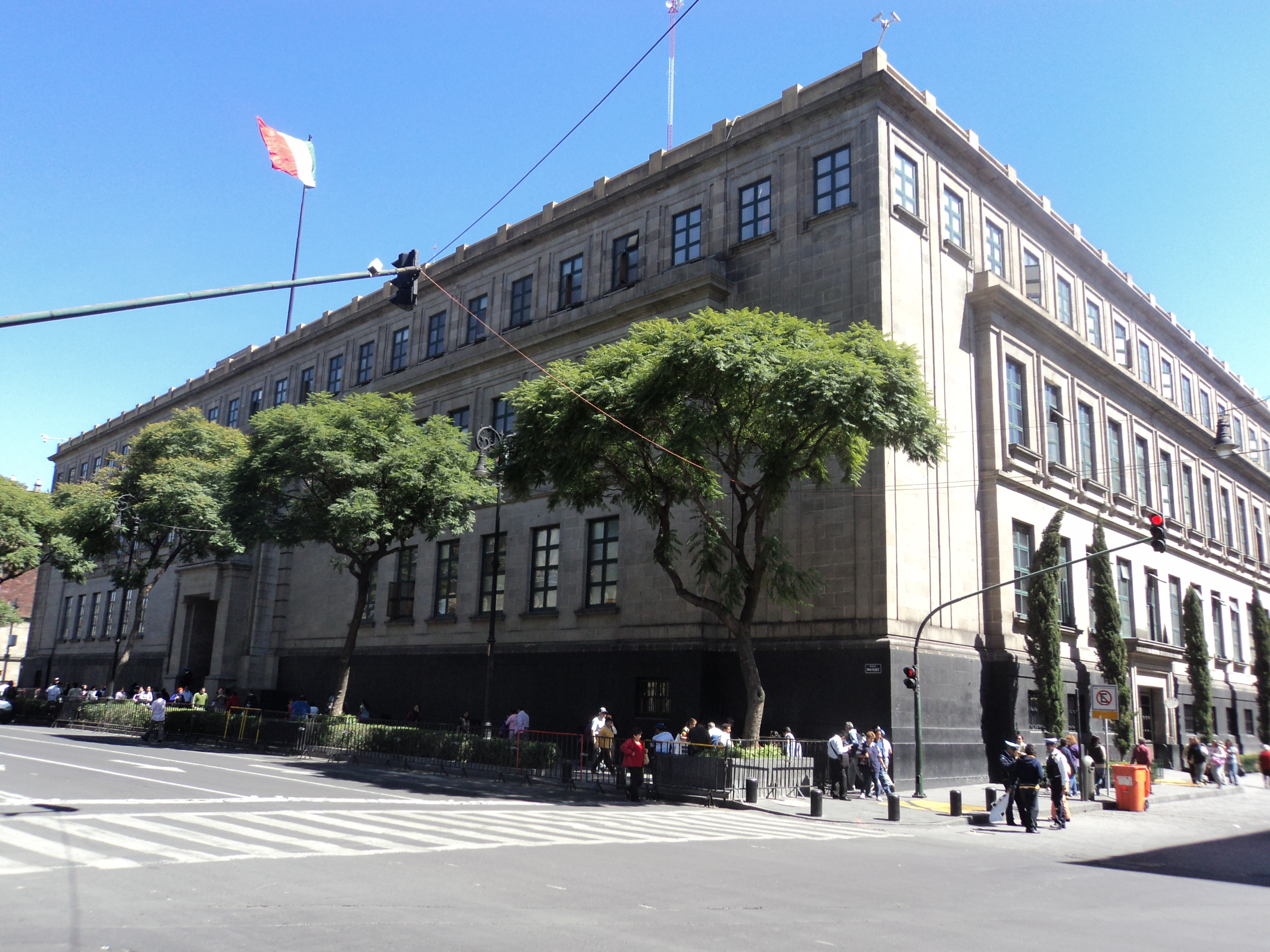
Tòa án tối cao Mexico (Spanish: Suprema Corte de Justicia de la Nación) trực tiếp xem xét các hành động vi hiến.

Một "hành động vi hiến" (tiếng Tây Ban Nha: acción de inconstitucionalidad) là một vụ kiện đang tìm cách xác định xem một luật nào đó là vi hiến. Ở Mexico, họ chỉ có thể được nộp trong vòng 30 ngày sau khi luật có hiệu lực. Vì nhiều luật hôn nhân của tiểu bang ở Mexico đã có hàng thập kỷ, các nhóm LGBT không thể đệ trình một hành động vi hiến đối với các luật này. Tuy nhiên, nếu những luật này được sửa đổi bởi các cơ quan lập pháp tiểu bang, thì điều này đủ điều kiện cho một hành động vi hiến. Chẳng hạn, vào năm 2016, Quốc hội Puebla đã sửa đổi luật hôn nhân của mình, nhưng vẫn để lại những điều khoản nguyên vẹn ngoài vòng pháp luật về hôn nhân cùng giới. Các nhóm LGBT nhanh chóng đệ trình một hành động vi hiến. Các hành động vi hiến được xem xét bởi băng ghế đầy đủ của Tòa án Tối cao Mexico. Tòa án quyết định liệu các luật này có hợp hiến hay không, và nếu không, chúng sẽ bị đánh sập. Không giống như các quy trình  amparo  và   được mô tả ở trên, hành động của quy trình vi hiến là tuyệt đối. Các tiểu bang không thể bỏ qua nó.
Kể từ tháng 4 năm 2019, năm bang (Aguascalientes, Chiapas, Jalisco, Nuevo León và Puebla) đã có lệnh cấm kết hôn cùng giới bị Tòa án tối cao đánh sập theo cách như vậy.

### Phán quyết của Tòa án Nhân quyền Liên Mỹ 2018
Vào ngày 8 tháng 1 năm 2018, Tòa án Nhân quyền Liên Mỹ (IACHR) phán quyết rằng Công ước Mỹ về Nhân quyền bắt buộc và yêu cầu công nhận hôn nhân cùng giới. Phán quyết này hoàn toàn ràng buộc đối với Costa Rica và đặt tiền lệ ràng buộc ở các quốc gia Mỹ Latinh và Caribbean khác bao gồm Mexico.
Trước phán quyết này, các nhóm vận động LGBT ở Mexico đã thúc giục Chính phủ tuân thủ phán quyết và hợp pháp hóa hoàn toàn hôn nhân cùng giới.

## Theo tiểu bang

### Các tiểu bang và vùng lãnh thổ cấp phép đầy đủ và công nhận hôn nhân cùng giới
Lưu ý: Bảng này chỉ hiển thị các tiểu bang thường xuyên cấp phép cho các cuộc hôn nhân cùng giới hoặc đã hợp pháp hóa chúng. Nó không bao gồm các tiểu bang nơi các cặp cùng giới đã có thể kết hôn trong các trường hợp riêng lẻ.
| Thực thể liên bang | Dân số                                             | Ngày ban hành/phán quyết                           | Ngày có hiệu lực                                   | Phương pháp hợp pháp hóa                           | Chi tiết                                                                          |
| ------------------ | -------------------------------------------------- | -------------------------------------------------- | -------------------------------------------------- | -------------------------------------------------- | --------------------------------------------------------------------------------- |
| Aguascalientes     | 1,312,544                                          | 2 tháng 4 năm 2019                                 | 2 tháng 4 năm 2019                                 | Nghị định tư pháp                                  | Phán quyết của Tòa án Tối cao Mexico                                              |
| Baja California    | 3,315,766                                          | 3 tháng 11 năm 2017                                | 3 tháng 11 năm 2017                                | Nghị định của chính phủ                            |                                                                                   |
| Campeche           | 899,931                                            | 10 tháng 5 năm 2016                                | 20 tháng 5 năm 2016                                | Thời hiệu lập pháp                                 | Được thông qua bởi Đại hội Campeche                                               |
| Chiapas            | 5,217,908                                          | 11 tháng 7 năm 2017                                | 11 tháng 7 năm 2017                                | Nghị định tư pháp2                                 | Phán quyết của Tòa án Tối cao Mexico                                              |
| Chihuahua          | 3,556,574                                          | 11 tháng 6 năm 2015                                | 12 tháng 6 năm 2015                                | Nghị định của Gubernatorial                        |                                                                                   |
| Coahuila           | 2,954,915                                          | 1 tháng 9 năm 2014                                 | 17 tháng 9 năm 2014                                | Thời hiệu lập pháp2                                | Được thông qua bởi Đại hội Coahuila                                               |
| Colima             | 711,235                                            | 25 tháng 5 năm 2016                                | 12 tháng 6 năm 2016                                | Thời hiệu lập pháp                                 | Được thông qua bởi Đại hội Colima                                                 |
| Jalisco            | 7,844,830                                          | 26 tháng 1 năm 2016                                | 26 tháng 1 năm 2016                                | Nghị định tư pháp                                  | Phán quyết của Tòa án Tối cao Mexico                                              |
| Thành phố México   | 8,918,653                                          | 29 tháng 12 năm 2009                               | 4 tháng 3 năm 2010                                 | Thời hiệu lập pháp và sửa đổi hiến pháp            | Thông qua bởi Hội đồng Lập pháp của Quận Liên bang                                |
| Michoacán          | 4,584,471                                          | 18 tháng 5 năm 2016                                | 23 tháng 6 năm 2016                                | Thời hiệu lập pháp                                 | Được thông qua bởi Đại hội Michoacán                                              |
| Morelos            | 1,903,811                                          | 18 tháng 5 năm 2016                                | 5 tháng 7 năm 2016                                 | Thời hiệu lập pháp và sửa đổi hiến pháp            | Được thông qua bởi Đại hội Morelos và được đa số các thành phố của bang phê chuẩn |
| Nayarit            | 1,181,050                                          | 17 tháng 12 năm 2015                               | 23 tháng 12 năm 2015                               | Thời hiệu lập pháp                                 | Được thông qua bởi Đại hội Nayarit                                                |
| Nuevo León         | 5,119,504                                          | 19 tháng 2 năm 2019                                | 19 tháng 2 năm 2019                                | Nghị định tư pháp                                  | Phán quyết của Tòa án Tối cao Mexico                                              |
| Puebla             | 6,168,883                                          | 1 tháng 8 năm 2017                                 | 1 tháng 8 năm 2017                                 | Nghị định tư pháp                                  | Phán quyết của Tòa án Tối cao Mexico                                              |
| Quintana Roo       | 1,501,562                                          | 3 tháng 5 năm 2012                                 | 3 tháng 5 năm 2012                                 | Quyết định của Bộ trưởng Ngoại giao                |                                                                                   |
| Tổng cộng          | 55,181,637 (46.17% của dân số Mexico, 119,530,753) | 55,181,637 (46.17% của dân số Mexico, 119,530,753) | 55,181,637 (46.17% của dân số Mexico, 119,530,753) | 55,181,637 (46.17% của dân số Mexico, 119,530,753) | 55,181,637 (46.17% của dân số Mexico, 119,530,753)                                |

### Thành phố México (Quận Liên bang)

#### Kết hợp dân sự
Là trụ sở của Quyền lực của Liên minh, Thành phố Mexico không thuộc về bất kỳ tiểu bang cụ thể nào mà thuộc về tất cả. Sau nhiều năm đòi hỏi chính trị lớn hơn tự trị, cư dân được trao quyền trực tiếp bầu Người đứng đầu Chính phủ của Quận Liên bang và đại diện của đơn phương Hội đồng lập pháp (ALDF) bởi bỏ phiếu phổ biến vào năm 1997. Kể từ đó, phe cánh tả Đảng của Cách mạng Dân chủ (PRD) đã kiểm soát cả quyền lực chính trị.
Đầu những năm 2000, Enoé Uranga, một đồng tính nữ chính trị gia và nhà hoạt động, đã không thành công đẩy một dự luật ở Mexico City dưới cái tên Ley de Sociedades de Convivencia (LSC). Mặc dù đã được thông qua bốn lần bởi các ủy ban lập pháp, dự luật liên tục bị mắc kẹt trong việc bỏ phiếu toàn thể vì tính nhạy cảm của nó, điều này có thể được quy cho sự phản đối rộng rãi từ các nhóm [cánh hữu] và sau đó là người đứng đầu Chính phủ Andrés Manuel López Obrador Sự mơ hồ liên quan đến dự luật. Tuy nhiên, vì cánh tả Thị trưởng mới Marcelo Ebrard dự kiến sẽ nắm quyền vào tháng 12 năm 2006, ALDF đã quyết định lấy dự luật và phê chuẩn trong cuộc bỏ phiếu 43 4317 vào ngày 9 tháng 11.
Luật này đã được [các nhà nữ quyền] và các nhóm LGBT đón nhận, bao gồm Emilio Álvarez Icaza, chủ tịch Ủy ban Nhân quyền của Liên bang, người đã tuyên bố rằng "luật pháp không phải là mối đe dọa đối với bất kỳ ai nói riêng và nó sẽ là một vấn đề thời gian trước khi nó cho thấy những hậu quả tích cực cho các nhóm xã hội khác nhau. " Nó bị phản đối mạnh mẽ bởi các nhóm bảo thủ như Hội Phụ huynh Quốc gia và Giáo hội Công giáo La Mã, đã dán nhãn hội đồng đã bỏ phiếu cho luật này là "tội lỗi" và phàn nàn rằng đó là" sự trả thù chống lại Giáo hội Công giáo từ các nhóm cực đoan hơn từ trái, người cảm thấy đó là một yêu cầu cho công lý." The law officially took effect on 16 March 2007. Liên minh dân sự cùng giới đầu tiên của Thành phố Mexico là giữa Jorge Cerpa, một người 31 tuổi nhà kinh tế và Antonio Medina, một người 38 tuổi nhà báo. Đến tháng 12 năm 2009, 736 liên minh dân sự đồng tính đã diễn ra trong thành phố, trong đó 24 đã bị hủy bỏ (3%).
Đầu tháng 9 năm 2014, các sửa đổi đối với thỏa thuận liên minh dân sự đã được soạn thảo để loại bỏ sự phân biệt đối xử trên cơ sở định hướng tình dục và hỗ trợ giải thể. Về bản chất, luật pháp đã quy định rằng khi chấm dứt, các đối tác trong nước chỉ được phép hỗ trợ trong một khoảng thời gian bằng một nửa thời gian của quan hệ đối tác. Tòa án Tối cao phán quyết rằng điều khoản này mang tính phân biệt đối xử vì nó đồng ý đối xử khác biệt trong các trường hợp hợp tác để sống thử, kết hôn hoặc vợ lẽ.
| Năm       | Kết hợp | Chống |
| --------- | ------- | ----- |
| 2007      | 257     | 10    |
| 2008      | 268     | 14    |
| 2009      | 211     | 14    |
| Tổng cộng | 736     | 24    |

#### Kết hôn
Vào ngày 24 tháng 11 năm 2009, David Razú, ủy viên hội đồng PRD đã đề xuất một dự luật hợp pháp hóa hôn nhân cùng giới ở Thành phố México. Luis González Plascencia, Chủ tịch Ủy ban Nhân quyền Thành phố Mexico, ủng hộ dự luật và nói rằng phải tùy thuộc vào Hội đồng Lập pháp để xem xét thông qua LGBT. Hiệp hội đồng tính nữ, đồng tính nam, song tính, chuyển giới và chuyển giới quốc tế (ILGA), Ân xá quốc tế, Tổ chức chăm sóc sức khỏe AIDS và hơn 600 tổ chức phi chính phủ đã hỗ trợ hợp pháp hóa kết hôn cùng giới ở Thành phố México. PAN tuyên bố sẽ ra tòa để kháng cáo luật pháp hoặc yêu cầu trưng cầu dân ý. Tuy nhiên, một cuộc trưng cầu dân ý về hôn nhân cùng giới đã bị Hội đồng Lập pháp bác bỏ trong cuộc bỏ phiếu 36-22 ngày 18 tháng 12 năm 2009. Mexico Vào ngày 21 tháng 12 năm 2009, Hội đồng Lập pháp hôn nhân cùng giới được hợp pháp hóa (39-20) tại Thành phố México. Dự luật đã thay đổi định nghĩa về hôn nhân trong thành phố Bộ luật dân sự từ "sự kết hợp tự do giữa một người đàn ông và một người phụ nữ" thành "một sự kết hợp tự do giữa hai người." Luật pháp sẽ cấp cho các cặp cùng giới những quyền giống như các cặp khác giới, bao gồm nhận con nuôi. PAN tuyên bố sẽ thách thức pháp luật tại tòa án. Vào ngày 29 tháng 12 năm 2009, Người đứng đầu Chính phủ Marcelo Ebrard đã ký dự luật thành luật, bắt đầu có hiệu lực vào ngày 4 tháng 3 năm 2010. Vào ngày 5 tháng 8, Tòa án Tối cao đã bỏ phiếu 8-2 để duy trì tính hợp hiến của luật hôn nhân cùng giới của Thành phố Mexico. Tòa án phán quyết vào ngày 10 tháng 8 năm 2010, rằng các cuộc hôn nhân ở Thành phố México có giá trị trong cả nước.
Đầu tháng 1 năm 2017, Hội đồng lập hiến thành phố Mexico đã bỏ phiếu, trong phiên họp toàn thể, 68-11 để kết thúc đầy đủ hôn nhân cùng giới trong Hiến pháp đầu tiên của Thành phố México.

### Aguascalientes
Từ năm 2014 trở đi, nhiều dự luật hôn nhân cùng giới, vợ lẽ và liên minh dân sự đã được trình bày trước Đại hội Aguascalientes, mặc dù tất cả đều bị đình trệ do không hoạt động từ đảng cầm quyền, PAN.
Một hành động vi hiến đã được đệ trình vào năm 2018 bởi Ủy ban Nhân quyền Nhà nước của Aguascalientes (Tiếng Tây Ban Nha: Comisión Estatal de Derechos Humanos de Aguascalientes), các điều thách thức 143, 144 và 113 bis của Bộ luật Dân sự, trong đó giới hạn hôn nhân với các cặp đôi khác giới nhằm "duy trì loài". Vào ngày 2 tháng 4 năm 2019, toàn bộ băng ghế của Tòa án Tối cao đã đưa ra phán quyết trong vụ kiện, vô hiệu hóa lệnh cấm kết hôn cùng giới của tiểu bang và biến Aguascalientes thành bang thứ 14 của Mexico để hợp pháp hóa nó.

### Baja California
Vào ngày 23 tháng 8 năm 2010, ngay sau khi phán quyết của Tòa án Tối cao Mexico yêu cầu tất cả các quốc gia công nhận hôn nhân cùng giới được thực hiện hợp lệ ở một tiểu bang khác, các nhà lập pháp tiểu bang đã đưa ra một sửa đổi cho Điều 7 của Hiến pháp của bang Baja California, thêm định nghĩa kết hôn như là sự kết hợp của một người đàn ông và một người phụ nữ. Vào ngày 29 tháng 9 năm 2010, Đại hội Baja California đã bỏ phiếu 18 Lời1 ủng hộ sửa đổi, và sau khi được chính quyền thành phố phê duyệt, nó đã được xuất bản vào ngày 27 tháng 5 năm 2011. Vào ngày 13 tháng 11 năm 2014, Tòa án Tối cao Mexico đã ra phán quyết rằng lệnh cấm hiến pháp của Baja California đối với hôn nhân cùng giới là vi hiến.
Một dự luật đã được giới thiệu cho Đại hội Baja California vào ngày 12 tháng 2 năm 2015 để hợp pháp hóa hoàn toàn hôn nhân cùng giới ở tiểu bang bằng cách thay đổi điều 7 của Hiến pháp tiểu bang. Vào tháng 3 năm 2015, các chính trị gia trong Tijuana đã bắt đầu thực hiện sáng kiến hợp pháp hóa hôn nhân cùng giới trong thành phố. Vào ngày 22 tháng 2 năm 2017, người đứng đầu cơ quan nhận con nuôi của Baja California tuyên bố rằng các cặp cùng giới có quyền nhận con nuôi trong tiểu bang; phù hợp với luật học được thành lập bởi Tòa án tối cao.
Vào ngày 3 tháng 11 năm 2017, Chính phủ Tiểu bang tuyên bố sẽ ngừng thi hành lệnh cấm kết hôn cùng giới và Cơ quan đăng ký dân sự sẽ bắt đầu chấp nhận đơn xin giấy phép kết hôn của các cặp cùng giới.

### Baja California Sur
Vào ngày 9 tháng 4 năm 2010, tổ chức La Comunidad Sudcaluchiaiana en Diversidad Sexual đề xuất cải cách Bộ luật Dân sự để cho phép kết hôn và nhận con nuôi cùng giới. Không có hành động nào được đưa ra bởi Cơ quan Lập pháp vào năm 2014, vì các chính trị gia địa phương đã làm chệch hướng vấn đề nói rằng công chúng phải được hỏi ý kiến. Ngay cả sau khi cấp một amparo tập thể, các thành viên của Quốc hội địa phương nói rằng vấn đề hôn nhân cùng giới đã không được thảo luận và không nằm trong chương trình nghị sự lập pháp. Vào ngày 25 tháng 3 năm 2015, Chánh án Tòa án Tối cao Baja California Sur đã trao cho Quốc hội một đề nghị hợp pháp hóa hôn nhân cùng giới. Vào ngày 15 tháng 4 năm 2015, một thành viên của Quốc hội nói với truyền thông rằng việc phân tích sáng kiến sẽ bắt đầu vào tháng 5. Vào ngày 17 tháng 5 năm 2016, Ngày Quốc tế Chống kì thị đồng tính, song tính và chuyển giới, một nữ nghị sĩ của PAN đã tuyên bố rằng đề xuất này sẽ được Quốc hội Nhà nước bỏ phiếu trước ngày 30 tháng 6. Bà cũng chỉ ra rằng PAN ủng hộ sửa đổi Bộ luật Dân sự để cho phép kết hôn cùng giới là hợp pháp. Không có phiếu bầu đã diễn ra, tuy nhiên. Cuộc bầu cử tháng 7 năm 2018 đã dẫn đến MORENA, một đảng kết hôn cùng giới, giành được nhiều ghế trong các cơ quan lập pháp ở Baja California Sur. Vào tháng 9 năm 2018, một số đại biểu hứa sẽ có sáng kiến kết hôn cùng giới được Quốc hội phê chuẩn.

#### Amparos
- Vào tháng 8 năm 2014, 14 phụ nữ và 4 người đàn ông đã yêu cầu một lệnh cấm tập thể chống lại Điều 330 và 150 của Bộ luật Dân sự Baja California Sur, cấm kết hôn cùng giới.[85] Lệnh được cấp bởi Phòng đầu tiên của Tòa án Tối cao vào ngày 9 tháng 3 năm 2016.[86]
- Vào ngày 21 tháng 10 năm 2014, amparo đầu tiên ở Baja California Sur đã được cấp, tuyên bố các điều 330 và 150 của Bộ luật Dân sự vi hiến.[87][88]
- Vào ngày 27 tháng 11 năm 2014, một nhóm gồm 20 người đã đưa ra một lệnh cấm cho hôn nhân cùng giới ở La Paz.[89]
- Vào ngày 10 tháng 4 năm 2015, một thẩm phán Quận 1 đã phê chuẩn một lệnh cấm liên quan đến 36 cặp vợ chồng.[90]
- Đến ngày 20 tháng 8 năm 2016, 180 người đã được trao quyền kết hôn, nhiều người thông qua cái gọi là amparos tập thể.[91]

### Campeche
Vào tháng 4 năm 2016, Thống đốc của Campeche, Alejandro Moreno Cárdenas, đã đệ trình một dự luật hôn nhân cùng giới lên Quốc hội, được phê duyệt vào ngày 10 tháng 5 năm 2016. Luật được công bố trên công báo nhà nước chính thức vào ngày 16 tháng 5 năm 2016 và có hiệu lực vào ngày 20 tháng 5 năm 2016. Campeche trở thành tiểu bang thứ bảy của Mexico cho phép kết hôn cùng giới mà không cần lệnh của tòa án.

### Chiapas
Vào ngày 6 tháng 4 năm 2016, một hành động vi hiến đã được đệ trình trước Tòa án Tối cao Mexico. Tòa án Tối cao đã ra phán quyết, trong một quyết định 9-2, vào ngày 11 tháng 7 năm 2017 rằng định nghĩa nam nữ về hôn nhân trong Bộ luật Dân sự Chiapas là vi hiến, hợp pháp hóa hôn nhân cùng giới ở Chiapas và loại bỏ nhu cầu về một sự khác biệt.

### Chihuahua
Vào ngày 11 tháng 6 năm 2015, Thống đốc tiểu bang tuyên bố nhà nước sẽ không còn ngăn chặn các cuộc hôn nhân cùng giới, khiến Chihuahua trở thành khu vực tài phán thứ tư để hợp pháp hóa hôn nhân cùng giới. Thống đốc César Duarte Jáquez tuyên bố rằng giấy phép sẽ có sẵn vào ngày 12 tháng 6 năm 2015. Vào ngày 16 tháng 6 năm 2015, Chủ tịch Quốc hội Chihuahuan tuyên bố rằng nhà nước sẽ tranh luận về việc mã hóa pháp lý của quyết định hành pháp. Ngoài ra, theo tiểu bang Hệ thống quốc gia về phát triển gia đình toàn diện, các cặp cùng giới được phép nhận nuôi chung ở Chihuahua.
Vào tháng 2 năm 2017, Tòa án Tối cao Mexico đã ban hành nghị quyết thứ năm chống lại Chihuahua và phán quyết Bộ luật Dân sự của bang này là vi hiến vì nó vẫn chưa được sửa đổi để phản ánh việc hợp pháp hóa hôn nhân cùng giới. Tòa án Tối cao đã ra lệnh cho Quốc hội tiểu bang thay đổi Bộ luật Dân sự trong vòng 90 ngày. Tuy nhiên, Quốc hội đã từ chối làm như vậy. Vào tháng 10 năm 2018, Tòa án quận 10 phán quyết rằng nếu Cơ quan lập pháp không cập nhật luật "sớm", nó sẽ khiến các nhà lập pháp khinh miệt và ra lệnh bãi nhiệm.

### Coahuila
Việc hợp pháp hóa các liên minh dân sự cùng giới ở Coahuila đã bắt đầu được thảo luận ngay từ tháng 11 năm 2006, đồng thời với cuộc thảo luận sau đó đang diễn ra ở Thành phố México. Vào ngày 11 tháng 1 năm 2007, Quốc hội tiểu bang đã hợp pháp hóa các liên minh dân sự đồng tính dưới tên pacto civ de solidaridad, nơi trao quyền tài sản và thừa kế cho cặp đôi đồng tính. Hai mươi ngày sau khi luật được thông qua, liên minh dân sự cùng giới đầu tiên của đất nước đã diễn ra tại Saltillo. Đó là giữa Karina Almaguer và Karla Lopez, 29 tuổi, một cặp đồng tính nữ từ Tamaulipas.
Vào ngày 5 tháng 3 năm 2013, Nghị sĩ Samuel Acevedo Flores, từ Đảng Dân chủ Xã hội, đã giới thiệu một dự luật cho Đại hội Coahuila để hợp pháp hóa hôn nhân cùng giới và nhận con nuôi của các cặp cùng giới. Vào ngày 11 tháng 2 năm 2014, Quốc hội đã phê chuẩn dự luật nhận con nuôi và thông qua dự luật kết hôn cùng giới vào ngày 1 tháng 9 năm 2014. Nó có hiệu lực vào ngày 17 tháng 9, và cặp đôi đầu tiên kết hôn vào ngày 20 tháng 9.

### Colima
Vào tháng 7 năm 2009, Đảng Cách mạng Dân chủ (PRD) đã đưa ra một sáng kiến chính thức để hợp pháp hóa kết hợp dân sự ở bang miền tây Colima. Tuy nhiên, tháng sau, Cơ quan lập pháp địa phương quyết định không đưa ra sáng kiến này, sau sự phản đối rộng rãi của các nhóm cánh hữu. Vào tháng 12 năm 2009, Thống đốc Mario Anguiano Moreno đã đồng ý thảo luận về việc hợp pháp hóa các đoàn thể dân sự và nhận con nuôi của các cặp cùng giới trong Cơ quan lập pháp hiện tại.
Vào ngày 4 tháng 7 năm 2013, Quốc hội Bang đã phê chuẩn một hình thức liên minh mới, được gọi là enlace conyrif (trái phiếu vợ chồng) cho các cặp cùng giới, theo Phó PRI Martín Flores Castañeda trao các quyền và nghĩa vụ tương tự như hôn nhân.
Dự luật hợp pháp hóa hôn nhân cùng giới ở tiểu bang đã được Đại hội Colima nhất trí thông qua vào ngày 25 tháng 5 năm 2016. Hóa đơn đã được thông qua 24-0. Luật liên minh dân sự cùng giới hiện có đã bị bãi bỏ đồng thời. Luật hôn nhân cùng giới đã được công bố trong công báo chính thức của tiểu bang vào ngày 11 tháng 6 năm 2016 và có hiệu lực vào ngày 12 tháng 6 năm 2016. Luật mới cho phép các cặp vợ chồng trước đó ký hợp đồng dân sự trước khi luật pháp được bãi bỏ để được nhà nước công nhận hoặc chuyển đổi cho một cuộc hôn nhân. Nó cũng cho phép các cặp cùng giới nhận nuôi con chung.

### Durango
Vào tháng 9 năm 2013, Phó PRD Israel Soto Peña đã đưa ra một dự luật để hợp pháp hóa hôn nhân cùng giới trong tiểu bang. Vào tháng 2 năm 2014, vì không có hành động nào được thực hiện trên dự luật, ông đã yêu cầu rằng nó sẽ được giải quyết. Vào ngày 10 tháng 4 năm 2014, dự luật đã bị từ chối trên cơ sở rằng nó sẽ không giải quyết đầy đủ các thay đổi pháp lý cần thiết để sửa Bộ luật Dân sự. Vào tháng 5, Soto Peña tuyên bố rằng ông sẽ cải tổ sáng kiến và gửi lại, mà ông ấy đã làm vào ngày 1 tháng 11 năm 2014.
Vào ngày 10 tháng 2 năm 2016, Ủy ban Tư pháp của Quốc hội Durango đã phê chuẩn dự thảo luật để hợp pháp hóa hôn nhân cùng giới ở tiểu bang. Tuy nhiên, cuộc thảo luận toàn thể của dự luật đã bị hoãn 6 tháng để tổ chức các cuộc thảo luận về vấn đề này và thông báo cho các nhà lập pháp về vấn đề này trước khi bỏ phiếu. Vào ngày 31 tháng 1 năm 2017, Quốc hội đã từ chối dự luật, trong cuộc bỏ phiếu 15-4 với 4 phiếu trắng. Dự luật do PAN đề xuất được cả PRD và PAN ủng hộ, nhưng bị PRI phản đối.
Cuộc bầu cử tháng 7 năm 2018 đã dẫn đến MORENA, PRD và Đảng Lao động, các đảng hôn nhân cùng giới, giành được phần lớn các ghế lập pháp ở Durango.

#### Amparos
- Vào tháng 12 năm 2013, cặp đôi đồng tính nam đầu tiên đã có thể kết hôn ở Durango sau khi nhận được lệnh cấm. Nó đã bị kháng cáo, và Tòa án Tối cao sau đó đã ra phán quyết có lợi cho cặp vợ chồng.[131]
- Vào ngày 13 tháng 11 năm 2014, có 18 người đã đệ trình một lệnh cấm ở Durango chống lại Bộ luật Dân sự.[132] Phiên điều trần đầu tiên đã được lên kế hoạch vào ngày 27 tháng 11 năm 2014.[133] Quốc hội và Chính phủ đã lập luận chống lại lệnh cấm, nói rằng những thách thức đối với Bộ luật Dân sự phải được đưa ra trong vòng 30 ngày kể từ khi nó được ban hành, do đó các nguyên đơn đã quá 66 năm. Các nhà hoạt động sau đó leo thang yêu cầu lệnh cấm lên Tòa án Tối cao.[134][135]
- Vào ngày 1 tháng 4 năm 2015, có thông báo rằng 18 cặp vợ chồng đã gặp phải một thất bại khác khi Nhà nước tuyên bố họ không thể tìm kiếm lệnh cấm vì cư trú của họ đã bị thẩm vấn. Các cặp vợ chồng nhắc lại ý định nộp đơn kiện lên Tòa án Tối cao Mexico.[136]

### Guanajuato
Để đáp lại sự chấp thuận đầu tiên của amparo, vào ngày 21 tháng 2 năm 2014, PRD đã đưa ra một dự luật cho Quốc hội để sửa đổi Bộ luật Dân sự Guanajuato để cho phép kết hôn cùng giới. Kế hoạch đã được PRI xác nhận vào ngày 26 tháng 2 năm 2014. Một kế hoạch chi tiết để đưa các sáng kiến về phía trước đã được trình bày vào ngày 19 tháng 1 năm 2015. Vào ngày 13 tháng 4 năm 2015, Ủy ban Tư pháp, với đa số từ đảng PAN cầm quyền của tiểu bang, đã bỏ phiếu 3-2 để tạm gác cả hai dự luật trích dẫn sự phản đối của PAN đối với các công đoàn cùng giới.
Vào ngày 29 tháng 4 năm 2016, Hội đồng thành phố Guanajuato nhất trí thông qua một nghị quyết cho phép một cặp đồng tính nữ kết hôn trong đô thị. Ngoài ra, họ kêu gọi Thống đốc Miguel Márquez Márquez thay đổi Bộ luật Dân sự để cho phép kết hôn cùng giới. Vào tháng 10 năm 2018, Phó PRD Isidoro Bazaldúa Lugo đã giới thiệu dự luật kết hôn cùng giới với Quốc hội.

#### Amparos
- Vào ngày 2 tháng 9 năm 2013, một cặp đồng tính nữ đã bị Cơ quan đăng ký dân sự từ chối quyền kết hôn. Cặp vợ chồng đã kháng cáo quyết định tại tòa án liên bang. Cơ quan đăng ký dân sự cho rằng điều 72 của Quy tắc đăng ký dân sự định nghĩa hôn nhân là sự kết hợp giữa nam và nữ, trong khi luật sư của cặp vợ chồng cho rằng lệnh cấm kết hôn cùng giới là vi hiến. Vào ngày 18 tháng 9 năm 2013, thẩm phán đã phê chuẩn cặp vợ chồng.[143] Vào ngày 19 tháng 3 năm 2014, cặp đôi đã trở thành cặp đôi cùng giới đầu tiên kết hôn ở tiểu bang.[144][145]
- Vào ngày 4 tháng 3 năm 2014, Phó Giám đốc PRI Guillermo Romo Méndez đã đồng ý hỗ trợ một nhóm 45 cặp cùng giới trong việc đệ trình cá nhân để đăng ký kết hôn tại bang này. 33 cặp đôi đến từ León, trong khi 12 cặp còn lại đến từ Silao. 40 người trong số họ là các cặp đồng tính nam và 5 trong số họ là các cặp đồng tính nữ.[146]
- Vào ngày 19 tháng 3 năm 2014, một lệnh cấm tập thể đã được đệ trình cho 30 cặp vợ chồng ở León.[147]
- Vào ngày 3 tháng 7 năm 2014, một cặp đồng tính nam đã bị cơ quan đăng ký dân sự của León từ chối giấy phép kết hôn và nộp đơn xin lệnh cấm.
- Vào ngày 16 tháng 9 năm 2014, thông báo của Desarrollo Humano y Sexualidad A.C. trong Irapuato rằng một tập thể gồm 320 người sẽ được đệ trình.[148]
- Vào ngày 25 tháng 11 năm 2014, một thẩm phán Quận 1 đã ra phán quyết ủng hộ amparo vào ngày 3 tháng 7 và không có đơn kháng cáo nào được nhà nước đệ trình. Cặp đôi kết hôn vào tháng 1/2015.[149][150]
- Vào tháng 4 năm 2016, Cơ quan đăng ký dân sự tuyên bố họ đã kết hôn với chín cặp cùng giới trong tiểu bang.[151]
- Vào ngày 27 tháng 5 năm 2016, một thẩm phán liên bang đã cấp một amparo cho một cặp cùng giới và phán quyết rằng việc phân biệt hôn nhân với các cặp đôi khác giới là phân biệt đối xử.[152]
- Amparo hôn nhân cùng giới thứ mười của Guanajuato đã được cấp cho một cặp cùng giới từ Salamanca vào tháng 8 năm 2016.[153]
- Vào tháng 11 năm 2016, hai người phụ nữ đã được cấp một amparo đã hợp nhất trong hôn nhân trong Irapuato. Từ tháng 8 đến tháng 11 năm 2016, mười lăm amparos chống lại lệnh cấm kết hôn cùng giới của tiểu bang đã được ban hành.[154]
- Đến tháng 5 năm 2018, 43 amparos đã được cấp trong tiểu bang.[155]

### Guerrero
Sau khi phán quyết của Tòa án Công lý Tối cao của Quốc gia có hiệu lực vào ngày 22 tháng 6 năm 2015, các quan chức ở Guerrero bắt đầu công bố kế hoạch cho một đám cưới tập thể. Thống đốc Rogelio Ortega đã đệ trình dự luật hôn nhân cùng giới lên Quốc hội vào ngày 7 tháng 7 năm 2015. Các nhà lập pháp than thở rằng họ muốn có dự luật được thông qua trước khi hôn nhân diễn ra, nhưng không thể đưa ra dòng thời gian. Vào ngày 10 tháng 7 năm 2015, hai mươi cặp cùng giới đã kết hôn với Thống đốc Rogelio Ortega tại Acapulco. Vào ngày 13 tháng 1 năm 2016, người đứng đầu Cơ quan đăng ký dân sự Acapulco tuyên bố rằng 20 cuộc hôn nhân cùng giới xảy ra vào ngày 10 tháng 7 năm 2015 tại Acapulco là vô hiệu, vì không có luật nào cho phép kết hôn cùng giới ở tiểu bang. Vào ngày 13 tháng 2 năm 2016, một ngày trước khi đám cưới ngày lễ tình nhân được lên kế hoạch trên toàn tiểu bang, người đứng đầu cơ quan đăng ký dân sự bang Guerrero tuyên bố rằng các cặp cùng giới có thể kết hôn trong bất kỳ khu vực pháp lý nào muốn kết hôn với các cặp vợ chồng và chỉ trích Cơ quan đăng ký dân sự của Acapulco và khác đăng ký dân sự trên toàn tiểu bang vì không cho phép các loại đám cưới. Người đứng đầu bộ phận tuyên bố rằng các cuộc hôn nhân cùng giới được tiến hành ở Guerrero sẽ có giá trị pháp lý. Một số thành phố của Guerreran như Chilpanceo de los Bravo và Zihuatanejo de Azueta kết hôn với các cặp cùng giới, trong khi những người khác như [[Acapulco (đô thị)|làm như vậy.
Cuộc bầu cử tháng 7 năm 2018 đã dẫn đến MORENA, một bữa tiệc hôn nhân cùng giới, giành được đa số ghế lập pháp ở Guerrero.

### Hidalgo
Vì Thành phố Mexico và Coahuila gần đây đã hợp pháp hóa các kết hợp dân sự, một "Luật xã hội cùng tồn tại" (tiếng Tây Ban Nha: Ley de Sociedades de Convivencia) tương tự đã được giới thiệu trong Hidalgo vào tháng 7 năm 2007. Tuy nhiên, nó bị đình trệ trong cơ quan lập pháp cũng như trong các kỳ đại hội liên tiếp. Vào tháng 10 năm 2013, Cơ quan lập pháp chỉ ra rằng xã hội không đủ "trưởng thành" để chấp nhận hôn nhân cùng giới và thay vào đó, cơ quan lập pháp sẽ xem xét dự luật hợp tác vợ chồng.
Cuộc bầu cử tháng 7 năm 2018 đã dẫn đến MORENA, một đảng hôn nhân cùng giới, giành được đa số ghế lập pháp ở Hidalgo. Vào tháng 10 năm 2018, một dự luật hôn nhân cùng giới đã được giới thiệu với Quốc hội bởi Phó PRD Areli Rubí Miranda Ayala.

#### Amparos
- Do thiếu hành động lập pháp, vào ngày 8 tháng 8 năm 2014, một lệnh cấm tập thể dành cho 6 cặp cùng giới đã được đưa ra cho vòng hai mươi chín của Tòa án quận ba cho bang Hidalgo để tranh luận về tính hợp hiến của các Điều 8, 11 và 143 của Bộ luật gia đình và bảo đảm quyền kết hôn.[169]
- Lệnh cấm đầu tiên đã được phê duyệt vào tháng 6 năm 2016. Nhà nước sau đó đã kháng cáo quyết định lên Tòa án Tối cao. Vào tháng 9 năm 2016, Phòng đầu tiên của Tòa án Tối cao đã tuyên bố nhiều điều khoản khác nhau trong Bộ luật Dân sự của Bộ luật dân sự vi hiến vì hạn chế kết hôn với các cặp vợ chồng khác giới.[170] Đám cưới cùng giới đầu tiên ở bang này diễn ra vào ngày 8 tháng 10.[171]
- Đến tháng 8 năm 2017, 8 amparos đã được cấp cho các cặp cùng giới ở Hidalgo.[172]

### Jalisco
Vào tháng 4 năm 2013, một nhóm đại biểu liên đảng đã trình bày Đạo luật cùng tồn tại miễn phí (tiếng Tây Ban Nha: Ley de Libre Convivencia) tới quốc hội. Đạo luật đã xác định rằng các liên minh dân sự cùng giới có thể được thực hiện tại tiểu bang, miễn là họ không được coi là hôn nhân. Nó không hợp pháp hóa nhận con nuôi và bắt buộc các đoàn thể dân sự phải được thực hiện với công chứng luật dân sự. Vào ngày 31 tháng 10 năm 2013, Đại hội Jalisco đã phê chuẩn Đạo luật trong một cuộc bỏ phiếu 20 phiếu thuận một người phiếu trắng và ba người vắng mặt. Luật có hiệu lực vào ngày 1 tháng 1 năm 2014. Vào ngày 13 tháng 9 năm 2018, Tòa án Công lý Tối cao của Quốc gia đã vi phạm luật trên cơ sở tố tụng.
Hôn nhân cùng giới đầu tiên ở bang này xảy ra thông qua amparo vào tháng 12 năm 2013. Vào tháng 1 năm 2016, toàn bộ băng ghế của Tòa án tối cao Mexico đã nhất trí tuyên bố Bộ luật Dân sự vi hiến vì hạn chế kết hôn với các cặp vợ chồng dị tính. Danh bạ đăng ký dân sự của bang Jalisco đã thay đổi tất cả giấy phép kết hôn thành trung lập về giới tính vào ngày 22 tháng 3 năm 2016 để các cặp cùng giới có thể bắt đầu nhận được chúng. Vào ngày 21 tháng 4 năm 2016, phán quyết của Tòa án Tối cao đã được in trong Nhật ký chính thức của Liên bang Mexico.
Vào ngày 12 tháng 5 năm 2016, Quốc hội Jalisco đã tuân thủ phán quyết của Tòa án tối cao Mexico và hướng dẫn tất cả các thành phố của bang cấp giấy phép kết hôn cùng giới. Vào tháng 6 năm 2017, một dự luật xóa bỏ định nghĩa dị tính về hôn nhân và chèn một định nghĩa trung lập về giới tính đã được giới thiệu trước Quốc hội.

### México
Năm 2008, một sáng kiến hợp pháp hóa các liên minh dân sự đã được đưa ra tại México, nhưng không bao giờ tiến bộ. Năm 2010, một sáng kiến của một công dân để hợp pháp hóa hôn nhân cùng giới đã được trình bày trước Quốc hội. Sau 3 năm, nó đã không được xem xét và do đó, vào giữa năm 2013, Phó Giám đốc PRD Octavio Martínez đã đưa ra một dự luật hôn nhân cùng giới. Vào tháng 1 năm 2014, Martínez nói rằng PRD sẽ tiếp tục gây sức ép cho hôn nhân cùng giới và nhấn mạnh rằng nó sẽ được Quốc hội thảo luận. Vào tháng 1 năm 2015, Israfil Filós Real, chủ tịch của "Hiệp hội dân sự dễ bị tổn thương" (tiếng Tây Ban Nha: Grupos Vulnerables Asociación Civil, kêu gọi cơ quan lập pháp của tiểu bang hành động theo đề nghị kết hôn cùng giới. Do đó, Thống đốc tiểu bang đã đệ trình một dự luật kết hôn mới, trong khi PRD đã đệ trình một đề xuất hợp pháp hóa việc nhận con nuôi cùng giới vào ngày 5 tháng 3 năm 2015. Một phiên họp của Quốc hội để phê chuẩn dự luật hôn nhân cùng giới của Thống đốc đã được lên kế hoạch vào ngày 31 tháng 5 năm 2016. Tuy nhiên, hai đảng chính trị, PAN và Liên minh mới, yêu cầu thêm thời gian để nghiên cứu đề xuất. Ông Jose Manzur Quiroga, Tổng thư ký Chính phủ Nhà nước, tuyên bố rằng dự luật có thể được bỏ phiếu trong phiên họp bất thường tiếp theo của Quốc hội, mặc dù chưa có cuộc bỏ phiếu nào diễn ra.
Cuộc bầu cử tháng 7 năm 2018 đã dẫn đến MORENA, một đảng hôn nhân cùng giới, giành được đa số ghế lập pháp ở México.

#### Amparos
- Vào ngày 15 tháng 2 năm 2013, bốn cặp cùng giới đã nộp tài liệu để kết hôn tại Cơ quan đăng ký dân sự của Toluca và sau khi họ từ chối, đã nộp đơn xin bồi thường.[194] Vào ngày 24 tháng 6 năm 2013, một thẩm phán liên bang đã đưa ra phán quyết lệnh cấm rằng Bộ luật Dân sự của tiểu bang cấm kết hôn của họ là phân biệt đối xử, nhưng tiểu bang đã nộp đơn kháng cáo. Tòa phúc thẩm về các vấn đề hành chính của Mạch thứ hai tại Bang, tuyên bố không thể giải quyết tranh chấp vào tháng 1 năm 2014, sau đó nó đã được chuyển lên Tòa án Tối cao.[195] Việc xử lý vụ án được ấn định vào ngày 6 tháng 11 năm 2014, tuy nhiên, thẩm phán đã hoãn quyết định thêm mười ngày.[196] Vào ngày 25 tháng 2 năm 2015, Tòa án Tối cao đã ban lệnh cấm và tuyên bố Bộ luật Dân sự của Nhà nước là vi hiến và phân biệt đối xử, và trái với các điều ước quốc tế mà Mexico đã ký kết.[197] Một cặp đồng tính nữ đã trở thành cặp đôi cùng giới đầu tiên kết hôn tại bang này vào ngày 18 tháng 4 năm 2015.[198]
- Thêm hai amparos đã được cấp trong Toluca vào cuối tháng 10 năm 2017.[199] Một trong hai cặp vợ chồng kết hôn vào tháng 12 năm 2017, khiến họ trở thành cặp đôi nam đầu tiên kết hôn tại bang.[200]
- Đến tháng 12 năm 2017, sáu cặp cùng giới đã được cấp phép kết hôn.[200]

### Michoacán
Vào ngày 27 tháng 8 năm 2015, Ủy ban Tư pháp và Nhân quyền tuyên bố sẽ ban hành luật liên minh dân sự cho các cặp cùng giới. Nó đã được nhất trí thông qua trong cuộc bỏ phiếu 34-0 của Đại hội Michoacán đầy đủ vào ngày 7 tháng 9 năm 2015. Luật được công bố vào ngày 30 tháng 9 năm 2015 trên tạp chí chính thức của nhà nước.
Vào ngày 9 tháng 2 năm 2016, Ủy ban Nhân quyền và Tư pháp mới của Cơ quan Lập pháp đã phê chuẩn Bộ luật Gia đình cho phép kết hôn cùng giới và nhận con nuôi chung. Nó đã được tuyên bố rằng Đại hội Michoacán đầy đủ sẽ bỏ phiếu cho đề xuất này trong những ngày tới. Tuy nhiên, cuộc bỏ phiếu đã bị hoãn lại cho đến khoảng tháng 5 năm 2016. Vào ngày 18 tháng 5 năm 2016, Quốc hội cuối cùng đã phê chuẩn đề xuất này với số phiếu ủng hộ 27, không có ý kiến phản đối và 8 điều khoản bỏ phiếu. Luật này đã được công bố trong nhật ký chính thức của tiểu bang vào ngày 22 tháng 6 năm 2016 và có hiệu lực vào ngày 23 tháng 6. Luật pháp cho phép các cặp vợ chồng nhận nuôi con chung.

### Morelos
Vào ngày 18 tháng 5 năm 2016, Đại hội Morelos đã bỏ phiếu từ 20 đến 6 để phê chuẩn một sự thay đổi hiến pháp để hợp pháp hóa hôn nhân cùng giới. Một sự thay đổi hiến pháp đòi hỏi phải phê chuẩn ít nhất 17 trong số 33 đô thị của tiểu bang. 33 thành phố đã có đến ngày 25 tháng 6 năm 2016 để hành động thay đổi hiến pháp. Vào cuối quá trình, tổng cộng 17 thành phố đã phê chuẩn thay đổi hiến pháp và 15 người đã bỏ phiếu chống phê chuẩn, trong khi 1 đô thị được trao thêm một tuần, mặc dù đa số ủng hộ rõ ràng có nghĩa là hôn nhân cùng giới sẽ trở thành hợp pháp nhà nước. Luật được ban hành và công bố trong công báo chính thức của nhà nước vào ngày 4 tháng 7 năm 2016. Nó có hiệu lực vào ngày 5 tháng 7. Cơ quan nhận con nuôi nhà nước làm rõ rằng luật pháp sẽ cho phép các cặp cùng giới được nhận nuôi chung vì quá trình này được mở cho tất cả các cặp vợ chồng ở Morelos.

### Nayarit
Vào ngày 25 tháng 6 năm 2015, Phó PRD Luis Manuel Hernández Escobedo đã giới thiệu một dự luật cho phép các cặp cùng giới kết hôn và đưa ra định nghĩa về thê thiếp trung lập về giới. Vào ngày 17 tháng 12 năm 2015, Quốc hội Bang đã phê chuẩn dự luật, trong cuộc bỏ phiếu 26-1, với 1 lần bỏ phiếu. Dự luật được công bố trên tạp chí chính thức, theo chữ ký của Thống đốc, vào ngày 22 tháng 12 năm 2015 và có hiệu lực vào ngày hôm sau.

### Nuevo León
Vào ngày 17 tháng 6 năm 2015, Đảng Liên minh mới tuyên bố ý định giới thiệu dự luật kết hôn cùng giới. Một nghị sĩ độc lập tuyên bố ý định đệ trình đề xuất kết hợp dân sự của riêng mình với sự hỗ trợ của PAN cầm quyền. Vào ngày 22 tháng 6 năm 2015, María Dolores Leal Cantú, thành viên của Liên minh mới, đã trình bày dự luật kết hôn cùng giới. Vào ngày 16 tháng 5 năm 2016, chủ tịch Ủy ban Lập pháp của Quốc hội Nhà nước tuyên bố rằng dự luật sẽ được bỏ phiếu vào khoảng tháng 9, nhưng điều này đã không xảy ra.
Một hành động vi hiến đối với lệnh cấm kết hôn cùng giới của Nuevo León đã được đệ trình vào tháng 2 năm 2018. Vào ngày 19 tháng 2 năm 2019, Tòa án Tối cao đã tuyên bố các điều 140 và 148 của Bộ luật Dân sự tiểu bang là vi hiến, hợp pháp hóa hoàn toàn hôn nhân cùng giới ở Nuevo León.

### Oaxaca
Vào ngày 26 tháng 8 năm 2012, một thẩm phán tòa án liên bang Mexico đã ra lệnh cho tiểu bang Oaxaca thực hiện hôn nhân cùng giới dựa trên sửa đổi hiến pháp cấm phân biệt đối xử dựa trên xu hướng tính dục. Phán quyết này đã được Tòa án tối cao Mexico xem xét và Tòa án đã đưa ra phán quyết nhất trí chống lại lệnh cấm kết hôn cùng giới, mặc dù nhà nước vẫn chưa ban hành luật cho phép các cặp cùng giới kết hôn.
Vào tháng 7 năm 2017, một cặp đôi cùng giới đã thành công trong việc kết hôn mà không nhận được lệnh của tòa án. Theo báo cáo từ cuối tháng 8 năm 2018, Cơ quan đăng ký dân sự của Thành phố Oaxaca cho phép các cặp cùng giới kết hôn mà không cần đến một chiếc amparo. Tuy nhiên, quá trình này mất ba ngày làm việc, so với hai giờ cho các cặp đôi khác giới. Vào cuối tháng 1 năm 2019, Salina Cruz, thành phố lớn thứ ba của tiểu bang, cũng tuyên bố sẽ thực hiện các cuộc hôn nhân cùng giới mà không có lệnh cấm.

### Puebla
Vào ngày 7 tháng 12 năm 2006, một dự luật liên minh dân sự tương tự với Thành phố Mexico đã được đề xuất trong Puebla, nhưng nó đã vấp phải sự phản đối và chỉ trích mạnh mẽ từ các đại biểu của Đảng Cách mạng thể chế (PRI) và Đảng National Action (PAN), người đã tuyên bố rằng "gia đình truyền thống là mô hình xã hội duy nhất, và không thể có một mô hình khác." Mặc dù các đề xuất đã được trình bày vào năm 2011 và liên tục được đưa ra trong những năm liên tiếp, nhưng không có thay đổi nào về luật được các cơ quan lập pháp chấp thuận.
Vào ngày 27 tháng 4 năm 2016, một hành động vi hiến đã được đệ trình lên Tòa án Tối cao Mexico. Vào ngày 1 tháng 8 năm 2017, Tòa án Tối cao nhất trí tuyên bố hôn nhân cùng giới là hợp pháp ở Puebla, bãi bỏ Bộ luật Dân sự giới hạn hôn nhân với một người đàn ông và một người phụ nữ với mục đích sinh sản và loại bỏ nhu cầu về cá nhân. Ngay sau khi phán quyết, các quan chức của Puebla đã xác nhận rằng các cặp cùng giới được phép nhận nuôi.

### Querétaro
Vào ngày 10 tháng 9 năm 2014, đã có thông báo rằng Cơ quan lập pháp sẽ xem xét một dự luật liên minh dân sự, vì hai lệnh trước đó thu được là không đủ để yêu cầu Quốc hội đánh giá hôn nhân cùng giới. Vào ngày 28 tháng 11 năm 2014, Luis Bernardo Nava Guerrero, Chủ tịch Ủy ban hỗn hợp của Quốc hội, tuyên bố rằng luật pháp sẽ bị hoãn đến năm 2015. Vào ngày 4 tháng 2 năm 2016, Hội đồng Lập pháp Thanh niên 2016 đã phê chuẩn một kiến nghị, trong cuộc bỏ phiếu 38-8, bày tỏ sự ủng hộ đối với hôn nhân cùng giới. Vào ngày 13 tháng 6 năm 2016, Eric Salas González, Chủ tịch Quốc hội Querétaro, tuyên bố rằng Quốc hội sẽ đợi cho đến khi hôn nhân cùng giới được luật hóa ở cấp liên bang trước khi thay đổi Bộ luật Dân sự của bang.
Vào ngày 21 tháng 7 năm 2015, cơ quan đăng ký dân sự của đô thị Santiago de Querétaro, bao gồm khoảng 45% của dân số tiểu bang, tuyên bố rằng các cặp cùng giới có thể kết hôn ở thành phố mà không cần phải có amparo. Kể từ tháng 1 năm 2017, bảy thành phố khác trong tiểu bang đang kết hôn với các cặp cùng giới mà không yêu cầu họ phải nhận một amparo trước: Đô thị Montes Ezequiel Montes, Huimilpan, Pedro Escobedo , bao gồm khoảng 60% của dân số nhà nước hoàn toàn. Các thành phố còn lại yêu cầu các cặp cùng giới phải nhận được một amparo trước khi kết hôn.
Vào tháng 4 năm 2017, người đứng đầu cơ quan nhận con nuôi của Querétaro đã xác nhận rằng các cặp cùng giới được phép nhận con nuôi hợp pháp tại tiểu bang.

#### Amparos
- Vào ngày 28 tháng 2 năm 2014, hai cặp cùng giới đã đệ đơn xin lệnh đối với Cơ quan đăng ký dân sự tại Querétaro.[249] Vào tháng 1 năm 2015, một trong những cặp vợ chồng sau khi được ban lệnh cấm đã kết hôn.[250][251]
- Vào tháng 8 năm 2014, một lệnh cấm có lợi cho một cặp đồng tính nữ đã được cấp, khiến họ trở thành người đầu tiên trong tiểu bang được phép kết hôn.[252]
- Vào ngày 25 tháng 8 năm 2014, lệnh cấm thứ hai đã được phê duyệt.[253] Vì các quan chức không phản đối phán quyết trong khoảng thời gian 10 ngày theo luật định, cuộc hôn nhân đã được lên kế hoạch vào tháng 10 năm 2014.[254] Buổi lễ được tổ chức, tại cùng một cơ quan đăng ký trước đó đã từ chối sự cho phép của họ, vào ngày 4 tháng 10 năm 2014.[255]
- Lệnh thứ ba trong tiểu bang đã được yêu cầu trong tuần đầu tiên của tháng 10 năm 2014.[256]
- Cuộc hôn nhân cùng giới thứ ba ở Querétaro đã được tổ chức cho một cặp nam vào ngày 28 tháng 1 năm 2015 và một cuộc hôn nhân cùng giới thứ tư diễn ra vào ngày 31 tháng 1 năm 2015.[257]
- Vào ngày 23 tháng 4 năm 2015, một lệnh cấm được đệ trình vào tháng 8 năm 2014 liên quan đến 55 cặp vợ chồng đã thành công sau khi các điều 137 và 273 của Bộ luật Dân sự của tiểu bang được tuyên bố là vi hiến.
- Một lệnh cấm hàng loạt khác đã được lên kế hoạch vào tháng 5 năm 2015.[258]
- Đến tháng 10 năm 2017, 13 amparos đã được cấp ở Querétaro.[259]

### Quintana Roo
Hôn nhân cùng giới có thể được thực hiện ở Quintana Roo sau khi có quyết định của Bộ trưởng Ngoại giao. Vào tháng 11 năm 2011, một số quan chức nhà nước trong tiểu bang đã bắt đầu thực hiện hôn nhân cùng giới sau khi xem xét Bộ luật Dân sự của tiểu bang. Bộ luật Dân sự của Quintana Roo không nêu rõ các yêu cầu về giới tính hoặc giới tính đối với hôn nhân, chỉ quy định "những người quan tâm đến việc kết hôn". Một cặp đôi đồng tính đã nộp đơn xin giấy phép kết hôn trong Cancún và Chetumal sau khi phát hiện ra điều này hợp pháp, nhưng cả hai thành phố đều từ chối đơn đăng ký của họ, cho rằng hôn nhân nam nữ được ngụ ý. Sau đó, cặp đôi đã nộp đơn vào Lázaro Cárdenas, nơi chính quyền chấp nhận đơn đăng ký. Hai cuộc hôn nhân cùng giới đầu tiên của Quintana Roo đã được tổ chức tại cộng đồng Kantunilkin vào ngày 28 tháng 11 năm 2011. Vào tháng 5 năm 2012, Bộ trưởng Ngoại giao đã ban hành quyết định cho phép các cuộc hôn nhân cùng giới trong tương lai được thực hiện tại Quintana Roo.
Vào tháng 11 năm 2014, đã có thông báo rằng một dự luật hợp pháp hóa chính thức hôn nhân cùng giới ở tiểu bang sẽ được đưa ra và bỏ phiếu trong phiên họp lập pháp hiện tại, từ đó thay thế kẽ hở mà các cặp vợ chồng sử dụng. Vào tháng 5 năm 2017, một dự luật hôn nhân cùng giới mới đã được giới thiệu trước Quốc hội tiểu bang.

### San Luis Potosí
Vào ngày 28 tháng 4 năm 2014, một sáng kiến của công dân nhằm hợp pháp hóa hôn nhân cùng giới đã được đệ trình lên Đại hội của San Luis Potosí. Vào ngày 8 tháng 8 năm 2014, Phó Chủ tịch Ủy ban Nhân quyền và Bình đẳng giới, Miguel Maza Hernández, nói rằng phân tích về đề xuất này sẽ bắt đầu. Vào ngày 17 tháng 6 năm 2015, Hernández tuyên bố cam kết của nhà nước về việc mở rộng hôn nhân cho các cặp cùng giới và tuyên bố rằng các cuộc thảo luận sẽ diễn ra sau khi phán quyết của Tòa án Tối cao tuyên bố tất cả các luật chống lại hôn nhân cùng giới được công bố trong công báo. Hernández nói thêm rằng mặc dù không có luật nào ngăn cản các cặp cùng giới chấp nhận tồn tại, Quốc hội muốn sửa đổi Bộ luật Gia đình để mã hóa các quyền nhận con nuôi bình đẳng cùng với việc bổ sung luật hôn nhân mới. Vào ngày 6 tháng 6 năm 2016, có thông báo rằng một ủy ban đặc biệt sẽ nghiên cứu dự luật kết hôn và bỏ phiếu trong vòng 90 ngày. Vào tháng 11 năm 2016, Quốc hội đã bỏ phiếu chống lại dự luật hợp pháp hóa hôn nhân cùng giới. Một phó PRD, người đã bỏ phiếu nhầm với dự luật, tuyên bố rằng ông sẽ giới thiệu một đề nghị kết hôn cùng giới mới vào năm 2017. Dự luật mới được giới thiệu vào tháng 10 năm 2017.
Cuộc bầu cử tháng 7 năm 2018 đã dẫn đến MORENA, một bữa tiệc hôn nhân cùng giới, giành được nhiều ghế trong các cơ quan lập pháp ở San Luis Potosí.

#### Amparos
- Vào tháng 7 năm 2013, một cặp đồng tính nam đã nộp đơn qua amparo để có quyền kết hôn. Vào ngày 30 tháng 5 năm 2014, Tòa án Quận 1 đã phát hiện ra rằng Điều 15 của Bộ luật Gia đình San Luis Potosí là phân biệt đối xử và vào ngày 3 tháng 6 năm 2014 đã cấp cho hai vợ chồng một lệnh cấm kết hôn tại tiểu bang.[270][271]
- Vào ngày 26 tháng 3 năm 2014,[272] một cặp nam đi đến cơ quan đăng ký tại Thành phố San Luis Potosí, đã bị từ chối giấy phép kết hôn và nộp đơn xin lệnh cấm, được chấp thuận vào ngày 4 tháng 8 năm 2014 bởi Tòa án Quận Sáu.[273] Vào ngày 7 tháng 8 năm 2014, Cơ quan đăng ký dân sự đã đệ đơn phản tố để tránh ghi lại cuộc hôn nhân.[274] Vào tháng 10 năm 2014, một đơn kháng cáo đã bị Tòa án phúc thẩm thứ chín của Tòa án thứ chín bác bỏ và cơ quan đăng ký đã được lệnh tiến hành hôn nhân.[275]
- Vào tháng 11 năm 2014, tờ Comisión Estirth de Derechos Humanos de San Luis Potosí tuyên bố rằng họ đang xem xét hai đơn khiếu nại từ các bên đã nhận lệnh cấm kết hôn nhưng bị Đăng kiểm dân sự từ chối.[276]
- Đầu tháng 9 năm 2014, một cặp đồng tính nữ đã nộp đơn xin giấy phép kết hôn cùng giới đầu tiên trong Ciudad Valles.[277]
- Một amparo liên quan đến 20 cặp vợ chồng đã được cấp vào tháng 6 năm 2016.[278]
- Vào tháng 11 năm 2016, tòa phúc thẩm liên bang gồm 3 thẩm phán đã tuyên bố Điều 15 Bộ luật Gia đình của San Luis Potosí là vi hiến vì định nghĩa hôn nhân là chỉ giữa một nam và một nữ.[279]
- Vào tháng 1 năm 2017, 20 amparos đã được cấp cho các cặp cùng giới trên toàn tiểu bang.[280]
- Vào tháng 4 năm 2017, một amparo khác đã được cấp bởi một tòa án.[281]
- Một amparo khác đã được Tòa án quận đầu tiên cấp vào cuối tháng 12 năm 2017.[282]

### Sinaloa
Vào tháng 1 năm 2013, Bộ luật Gia đình của tiểu bang Sinaloa đã được thay đổi để hạn chế hôn nhân hoặc sống thử với các cặp vợ chồng gồm một nam và một nữ. Ba lệnh đã được đệ trình để tranh luận về những thay đổi, nhưng hai đã bị bác bỏ. Vào ngày 2 tháng 9 năm 2014, Thứ trưởng Sandra Lara đã đưa ra sáng kiến sửa đổi các điều 40 và 165 của Bộ luật Gia đình và cho phép kết hôn cùng giới ở tiểu bang. Vào ngày 7 tháng 10 năm 2014, lần đọc đề xuất đầu tiên đã xảy ra. Vào ngày 5 tháng 11 năm 2014, Đảng Gặp gỡ xã hội (PES) đã đưa ra một sáng kiến vào Đại hội Sinaloan để ngăn chặn các cặp cùng giới nhận nuôi con. Vào tháng 2 năm 2015, Đảng Hành động Quốc gia (PAN) đã giới thiệu một dự luật liên minh dân sự sẽ cấm trẻ em của các đối tác cùng giới cư trú với cha mẹ cùng giới của họ.
Vào ngày 14 tháng 4 năm 2016, một thành viên nổi bật của Quốc hội Sinaloa tuyên bố rằng Cơ quan lập pháp sẽ sửa đổi Bộ luật Gia đình để hợp pháp hóa hôn nhân cùng giới, nhưng không đưa ra bất kỳ dấu hiệu nào về việc khi nào điều đó sẽ xảy ra. Vào ngày 24 tháng 5 năm 2016, Chủ tịch Hội đồng Điều phối Chính trị của Quốc hội Sinaloa tuyên bố rằng dự luật cho phép kết hôn cùng giới là hợp pháp sẽ được bỏ phiếu trong những ngày tới, tuy nhiên, một cuộc bỏ phiếu vẫn chưa diễn ra. Vào tháng 7 năm 2017, PAN và Đảng Liên minh mới của Sinaloa đã tuyên bố hỗ trợ cho các cuộc hôn nhân cùng giới. Theo một cuộc thăm dò tháng 9 năm 2017, 57% người Sinalo ủng hộ hôn nhân cùng giới. Cuộc bầu cử tháng 7 năm 2018 đã dẫn đến MORENA, một đảng hôn nhân cùng giới, giành được phần lớn các ghế lập pháp ở Sinaloa.
Vào ngày 25 tháng 11 năm 2016, Tòa án Tối cao Mexico đã ban hành Nghị quyết chống lại lệnh cấm kết hôn cùng giới của Sinaloa. Tòa án tuyên bố cấm kết hôn cùng giới của tiểu bang là vi hiến, vô hiệu và không thể hoạt động. Theo các nhà hoạt động LGBT địa phương, tuy nhiên, các cơ quan nhà nước đã cố tình trì hoãn việc hợp pháp hóa hôn nhân cùng giới. Vào ngày 15 tháng 5 năm 2018, sau khoảng 17 tháng trì hoãn, Tòa án Tối cao đã ra lệnh cho nhà nước hợp pháp hóa hôn nhân cùng giới hoặc đối mặt với những hậu quả không xác định. Tòa án đã ra lệnh cho cơ quan lập pháp nhà nước sửa đổi Điều 44 của Bộ luật Dân sự để hợp pháp hóa hôn nhân cùng giới trong vòng 90 ngày. Tuy nhiên, thời hạn đó cũng trôi qua mà nhà nước không hợp pháp hóa hôn nhân cùng giới.

#### Amparos
- Vào ngày 12 tháng 7 năm 2013, Thẩm phán quận thứ bảy Teddy Abraham Torres López, của Los Mochis, đã ban lệnh cấm, phán quyết rằng Cơ quan lập pháp của nhà nước phải tuân thủ các nghĩa vụ bình đẳng và không phân biệt đối xử.[296] Vụ án đã được đưa lên Tòa án Tối cao, vào ngày 15 tháng 4 năm 2015 phán quyết chống lại Bộ luật Gia đình của tiểu bang với lý do phân biệt đối xử.[297][298]
- Vào ngày 24 tháng 9 năm 2014,[299] Tòa án Tối cao đã ban hành 3 lệnh cấm tìm kiếm trong Culiacán và tuyên bố Điều 40 và 165 của Bộ luật Dân sự là vi hiến.[300]
- Vào giữa tháng 10 năm 2014, 70 người từ Mazatlán đã nộp đơn xin lệnh cấm tại Tòa án quận thứ chín.[301]
- Vào ngày 23 tháng 11 năm 2014, lần đầu tiên, Tòa án Tối cao đã mở rộng vợ lẽ cho các cặp cùng giới để đáp lại lệnh cấm của một cặp đồng tính nữ.[302]
- Vào tháng 3 năm 2016, Phòng đầu tiên của Tòa án Tối cao Mexico đã tuyên bố Điều 40 và 165 của Bộ luật Gia đình là vi hiến khi phán quyết chống lại nhà nước trong hai đơn kháng cáo mà Quốc hội đã đệ đơn chống lại các phán quyết trước đó có lợi cho một số cặp cùng giới. Tòa án Tối cao cảnh báo nhà nước rằng nếu họ không sửa đổi luật thì Tòa án sẽ áp dụng các biện pháp tương tự như của Jalisco nếu nó chấp thuận đủ các lệnh để tạo ra luật học.[303]
- Một amparo đã được cấp cho một cặp đồng tính nam từ El Fuerte vào tháng 1 năm 2017.[304]

### Sonora
Các cặp cùng giới chỉ có thể kết hôn với sự hỗ trợ của amparo (lệnh của tòa án) cho đến ngày 11 tháng 5 năm 2016, khi Giám đốc Cơ quan Đăng ký Dân sự, Martha Julissa Bojórquez Castillo, tuyên bố rằng các cặp cùng giới có thể bắt đầu kết hôn ở tiểu bang mà không cần một amparo. Tuy nhiên, vào ngày 18 tháng 5 năm 2016, Thống đốc đã ra lệnh cho tất cả các cơ quan đăng ký dân sự trong tiểu bang giữ lại lệnh cấm theo luật định hiện hành đối với hôn nhân cùng giới và chỉ cung cấp cho các cặp cùng giới có giấy chứng nhận kết hôn nếu họ nhận được thành công.
Vào tháng 9 năm 2017, tất cả các đảng chính trị trong tiểu bang đã đồng ý bắt đầu phân tích một dự luật hôn nhân cùng giới được đề xuất. Nhà tài trợ chính của dự luật cho biết ông hy vọng nó sẽ được chấp nhận. Cuộc bầu cử tháng 7 năm 2018 đã dẫn đến MORENA, một bữa tiệc hôn nhân cùng giới, giành được nhiều ghế trong các cơ quan lập pháp ở Sonora.

### Tabasco
Sau khi Hội đồng Lập pháp của Thành phố Mexico hợp pháp hóa các cuộc hôn nhân cùng giới và nhận con nuôi LGBT vào tháng 12 năm 2009, cuộc tranh luận đã hồi sinh tại các bang nơi các hiệp hội dân sự đã được đề xuất trước đây. Vào năm 2009, tại bang đông nam Tabasco, 20 cặp cùng giới đã gửi một chuyển động tới cơ quan lập pháp bang, yêu cầu họ cho phép họ kết hôn. Các đảng chính trị lớn nhất của bang, Đảng Cách mạng thể chế (PRI) và Đảng của Cách mạng Dân chủ (PRD), đã tuyên bố ủng hộ hôn nhân cùng giới vào năm 2010. Bất chấp sự ủng hộ của các đảng chính trị, không có ý định lập pháp để thay đổi luật, vì vậy vào tháng 4 năm 2014, một sáng kiến cải cách Điều 154 Bộ luật Dân sự của Nhà nước Tabasco và hợp pháp hóa hôn nhân cùng giới đã được tổ chức "Tabasco đoàn kết vì sự đa dạng và sức khỏe tình dục" (tiếng Tây Ban Nha: Tabasqueños Unidos por la Diversidad y la Salud Sexual) (Tudyssex). PRD đã nộp hóa đơn kết hôn và nhận con nuôi cùng giới của riêng mình vào ngày 3 tháng 7 năm 2015. Vào ngày 18 tháng 5 năm 2016, một thành viên của Quốc hội Nhà nước tuyên bố có sự đồng thuận trong Quốc hội để phê chuẩn dự luật do PRD đệ trình, nhưng chưa có hóa đơn nào được thông qua.
Cuộc bầu cử tháng 7 năm 2018 đã dẫn đến MORENA, một đảng hôn nhân cùng giới, giành được phần lớn các ghế lập pháp và chính quyền.

#### Amparos
- Vào ngày 18 tháng 2 năm 2015, một tờ báo địa phương tuyên bố rằng cuộc hôn nhân cùng giới đầu tiên đã xảy ra vào ngày 13 tháng 2 sau khi kháng cáo lên Tòa án Tối cao.[313]
- Đến tháng 5 năm 2017, mười cặp cùng giới đã kết hôn ở Tabasco.[314]

### Tamaulipas
Năm 2011, một dự luật cung cấp "cùng tồn tại" cho các cặp cùng giới đã được các tổ chức địa phương quảng bá trong Tamaulipas. Năm 2012, các nhà tổ chức đã trình bày cho các nhà lập pháp 25.000 chữ ký ủng hộ hôn nhân cùng giới. Năm 2013, PRD đã đồng ý đưa vấn đề lên cơ quan lập pháp và ủng hộ đề xuất này. Vào tháng 6 năm 2015, Thứ trưởng Olga Sosa Ruiz xác nhận rằng Đại hội Tamaulipas đang làm việc trên một dự luật để hợp pháp hóa hôn nhân cùng giới. Bà tuyên bố rằng cải cách rất phức tạp khi họ đang cố gắng xóa bỏ tất cả các điều khoản phân biệt đối xử và đang làm việc với Ủy ban Bình đẳng giới. Bà dự đoán rằng luật sẽ được thông qua trong phiên họp lập pháp tiếp theo, mặc dù chưa có luật nào được thông qua.
Vào tháng 9 năm 2018, Tòa án Tối cao đã bắt đầu tố tụng chống lại lệnh cấm kết hôn cùng giới của Tamaulipas. Vào ngày 16 tháng 11 năm 2018, Tòa án đã ban hành Nghị quyết chống lại Tamaulipas, tuyên bố cấm kết hôn của nhà nước là vi hiến và ra lệnh cho nhà nước sửa đổi trong vòng 180 ngày làm việc.

#### Amparos
- Vào ngày 26 tháng 6 năm 2014, 57 người đã đệ trình một amparo tập thể thách thức tính hợp hiến của Bộ luật Dân sự Tamaulipas.[321][322] Họ đã được các thẩm phán liên bang ở cả Tòa án quận thứ ba có trụ sở tại Nuevo Laredo và Tòa án quận thứ chín có trụ sở tại Tampico. Nhà nước nộp đơn kháng cáo. Đây là lần đầu tiên một lệnh cấm được tìm kiếm cho các cá nhân thay vì chỉ các cặp vợ chồng. Nếu bất kỳ bên nào muốn kết hôn, đối tác của họ sẽ được bảo hiểm.[323] Vào ngày 22 tháng 2 năm 2017, Tòa án Tối cao Mexico đã ra phán quyết rằng định nghĩa về hôn nhân trong Bộ luật Dân sự của Tamaulipas là vi hiến, do đó ban hành lệnh cấm.[324]
- Thêm 68 người đã yêu cầu một lệnh cấm tập thể khác từ Tampico và đã được phê duyệt amparo vào ngày 26 tháng 3 năm 2015.[325]
- Vào ngày 23 tháng 5 năm 2016, một amparo khác đã được cấp cho hai người phụ nữ đã thách thức thành công sự từ chối của Cơ quan đăng ký dân sự để cho phép họ kết hôn hợp pháp.[326]
- Vào tháng 11 năm 2016, một thẩm phán liên bang đã cấp một amparo khác cho một cặp cùng giới. Thẩm phán cũng tuyên bố Điều 43 của Luật điều chỉnh của Cơ quan đăng ký dân sự, cũng như Điều 124 của Bộ luật dân sự của bang Tamaulipas, là vi hiến, nói rằng điều khoản bắt buộc là phải thay đổi các điều khoản của hai điều khoản đó. cho hôn nhân cùng giới.[327]
- Vào tháng 1 năm 2017, một thẩm phán liên bang đã ra lệnh cho các đại biểu của Quốc hội Nhà nước hợp pháp hóa hôn nhân cùng giới hoặc bị phạt trong 100 ngày.[328]
- Cuộc hôn nhân cùng giới đầu tiên trong Altamira đã được thực hiện vào tháng 12 năm 2017.[329]
- Cuộc hôn nhân cùng giới đầu tiên ở Ciudad Madero diễn ra vào tháng 2 năm 2018.[330]
- Đến tháng 11 năm 2018, 19 cặp đôi cùng giới đã kết hôn ở Tamaulipas.[320]

### Tlaxcala
Vào ngày 29 tháng 12 năm 2016, Đại hội Tlaxcala đã phê chuẩn dự luật cùng tồn tại. Dự luật đã thành lập một tổ chức có tên "xã hội chung sống đơn độc" (tiếng Tây Ban: sociedad de convivencia solidaria), nơi cung cấp các cặp cùng giới và người khác giới sống thử với nhiều quyền và nghĩa vụ của hôn nhân. Nó được công bố trên tạp chí chính thức, theo chữ ký của Thống đốc, vào ngày 11 tháng 1 năm 2017 và có hiệu lực vào ngày hôm sau.
Vào ngày 13 tháng 10 năm 2017, Đảng Liên minh mới đã giới thiệu một cuộc hôn nhân cùng giới với Quốc hội. Cuộc bầu cử tháng 7 năm 2018 đã dẫn đến MORENA và Đảng Lao động, các đảng hôn nhân cùng giới, giành được phần lớn các ghế lập pháp ở Tlaxcala.

### Veracruz
Vào tháng 3 năm 2014, Phó Cuauhtémoc Pola đã đưa ra sáng kiến giới thiệu luật hợp tác cho Veracruz, nhưng không có hành động lập pháp nào xảy ra. Vào tháng 7 năm 2014, một thẩm phán liên bang coi luật hôn nhân hiện tại của Veracruz là phân biệt đối xử. Do thiếu hành động đối với dự luật liên minh dân sự, Cuauhtémoc Pola đã giới thiệu trước Quốc hội vào ngày 31 tháng 7 năm 2014 một sáng kiến sửa đổi Điều 75 của Bộ luật Dân sự và hợp pháp hóa hôn nhân cùng giới. Vào tháng 9 năm 2014, Pola xác nhận rằng dự luật vẫn đang chờ các ủy ban xem xét. Vào tháng 4 năm 2015, với lý do thất vọng với dự luật bị đình trệ, Chủ tịch Ủy ban Nhân quyền của Veracruz tuyên bố ý định trao cho Quốc hội một dự luật mới để hợp pháp hóa hôn nhân cùng giới. Vào tháng 7 năm 2016, Phó Mónica Robles Barajas (PVEM) đã gửi một sáng kiến khác để hợp pháp hóa hôn nhân cùng giới. Hầu hết các đề xuất này đã thấy rất ít tiến bộ lập pháp, do sự phản đối từ PAN.
Vào ngày 20 tháng 2 năm 2017, Thống đốc Miguel Ángel Yunes đã ban hành một mệnh lệnh hành pháp hợp pháp hóa hôn nhân cùng giới trong tiểu bang. Bốn ngày sau, sau các cuộc biểu tình từ các nhóm Công giáo, Thống đốc Yunes đã bãi bỏ lệnh này. Sau khi bãi bỏ lệnh này, các nhà hoạt động LGBT tuyên bố họ đang đệ trình một vụ kiện để hợp pháp hóa hôn nhân cùng giới ở tiểu bang. Vào ngày 20 tháng 7 năm 2017, vụ kiện chống lại Thống đốc và lệnh cấm kết hôn cùng giới của tiểu bang đã được đệ trình trước Tòa án quận Bốn. Vào ngày 7 tháng 11 năm 2017, Tòa án đã đưa ra phán quyết trong vụ án, tuyên bố lệnh cấm của nhà nước đối với hôn nhân cùng giới là vi hiến. Một số nhóm LGBT đã cho rằng phán quyết hợp pháp hóa hiệu quả hôn nhân cùng giới ở tiểu bang, mặc dù các quan chức nhà nước tuyên bố rằng họ sẽ tiếp tục thi hành lệnh cấm kết hôn của tiểu bang.
Vào tháng 9 năm 2016, người đứng đầu cơ quan nhận con nuôi của Veracruz tuyên bố rằng các cặp cùng giới có thể nhận con nuôi chung trong tiểu bang. Vào tháng 4 năm 2017, Cơ quan đăng ký dân sự của Xalapa đã công bố hỗ trợ cho hôn nhân cùng giới.
Vào tháng 7 năm 2018, là một trong những hành động cuối cùng của họ trước khi rời nhiệm sở, PAN đã đệ trình đề nghị lên Quốc hội để cấm rõ ràng kết hôn cùng giới trong Hiến pháp tiểu bang. Nó không vượt qua, với 32 đại biểu ủng hộ, 10 chống lại và 2 vắng mặt. Nó cần 33 phiếu để vượt qua, do đó thất bại bởi một phiếu. Cuộc bầu cử tháng 7 năm 2018 đã dẫn đến MORENA, PRD và Đảng Lao động, các đảng hôn nhân cùng giới, giành được phần lớn các ghế lập pháp và chính quyền.

#### Amparos
- Vào tháng 2 năm 2014, một cặp nam cùng giới đã nộp đơn xin giấy phép kết hôn tại Cơ quan đăng ký dân sự tại Heroica Veracruz. Sau khi bị từ chối, họ đã nộp đơn xin lệnh cấm, được cấp ngày 22 tháng 7 năm 2014.[349][350] Mặc dù được sự chấp thuận, nhà đăng ký đã từ chối sắp xếp một buổi lễ cho cặp đôi. Sau khi trình bày lệnh của họ cho nhà đăng ký tại Boca del Río, đám cưới đã được lên kế hoạch vào ngày 6 tháng 12 năm 2014.[349] Buổi lễ được tiến hành tại Cơ quan đăng ký dân sự, và đã có thông báo rằng một đám cưới thứ hai cho một cặp đồng tính nữ đã được lên kế hoạch.[351]
- Vào ngày 29 tháng 1 năm 2015, có thông báo rằng một cặp đồng tính nữ đã giành được lệnh cấm và sẽ kết hôn tại bang này vào ngày 4 tháng 4 năm 2015.[352] Nó cũng đã được thông báo rằng có 8 amparos đang chờ xử lý khác.[353]
- Vào ngày 18 tháng 6 năm 2015, cơ quan đăng ký dân sự của đô thị Veracruz đã báo cáo rằng bốn cặp cùng giới đã yêu cầu kết hôn và bị từ chối do cấm kết hôn cùng giới. Các cặp vợ chồng được khuyên nên nộp một amparo.[354] Vào ngày 16 tháng 5 năm 2016, một nhóm LGBT địa phương, Comunidad Jarochos, đã thông báo rằng bốn cặp cùng giới đã nộp đơn xin việc.[355]
- Vào ngày 26 tháng 5 năm 2016, các lệnh của ba cặp đồng tính nam khác (hai cặp đồng tính nữ và một cặp đồng tính nam) đã được cấp, đưa số lượng các lệnh được cấp trong tiểu bang lên bảy.[356]
- 18 cuộc hôn nhân cùng giới đã được thực hiện tại Veracruz vào tháng 8/2017.[357]

### Yucatán
Ở bang đông nam của Yucatán, Đại hội địa phương đã chấp thuận áp đảo lệnh cấm hiến pháp đối với hôn nhân cùng giới trong cuộc bỏ phiếu 24 tháng 1 vào ngày 21 tháng 7 năm 2009. Luật đã nâng hôn nhân dị tính và gia đình lên cấp hiến pháp. Dự luật được tổ chức cánh hữu Mạng Yucatán từ chối mọi nỗ lực của những người cùng giới để lập gia đình và nhận con nuôi. Các chính trị gia của PAN biện minh cho lệnh cấm cho rằng "vẫn không có điều kiện đầy đủ trong xã hội Yucatán để cho phép liên minh giữa những người cùng giới". Sự kiện này đã dẫn đến việc phản đối bên ngoài Quốc hội địa phương bởi các tổ chức LGBT, mà các nhà lãnh đạo dự kiến sẽ khiếu nại vụ án lên Tòa án Tối cao.
| Đảng chính trị          | Thành viên | Có | Không | Trắng | Vắng mặt |
| ----------------------- | ---------- | -- | ----- | ----- | -------- |
| Đảng cách mạng thể chế  | 14         | 14 |       |       |          |
| Đảng Hành động Quốc gia | 9          | 9  |       |       |          |
| Đảng cách mạng dân chủ  | 1          |    | 1     |       |          |
| Đảng Lao động / Hội tụ  | 1          | 1  |       |       |          |
| Tổng cộng               | 25         | 24 | 1     |       |          |

Vào ngày 17 tháng 5 năm 2014, một nhóm các tổ chức xã hội dân sự đã đưa ra một hành động pháp lý trước Tòa án Hiến pháp của Nhà nước Yucatán dưới chiêu bài "sửa chữa một thiếu sót trong lập pháp". Đây là lần đầu tiên một cơ chế sửa chữa thiếu sót được sử dụng ở Mexico làm cơ sở cho một vụ kiện. Các tổ chức tuyên bố 10 lệnh đã được phê duyệt tại tiểu bang mà không có hành động lập pháp. Vụ kiện yêu cầu Điều 49 và 94 của Bộ luật Gia đình giới hạn hôn nhân với một nam và một nữ được "xem xét theo nghĩa rộng nhất và giới tính của các thành viên không được xác định." Vào ngày 26 tháng 2 năm 2015, tòa án tuyên bố sẽ quyết định vào ngày 2 tháng 3, liệu nhà nước cấm kết hôn cùng giới có vi phạm Hiến pháp liên bang và các thỏa thuận quốc tế hay không. Vào ngày 2 tháng 3 năm 2015, tòa án Yucatán đã bác bỏ đơn kháng cáo về hành động hiến pháp để thay đổi Bộ luật Dân sự. Những người ủng hộ sửa đổi mã tuyên bố sẽ kháng cáo quyết định. Vào tháng 6 năm 2015, họ đã đệ đơn kiện lên tòa án Yucatán tại tòa án liên bang. Vụ kiện lập luận rằng quyết định của tòa án Yucatán là thiếu sót vì Hiến pháp Mexico cấm phân biệt đối xử trên cơ sở khuynh hướng tình dục. Sau khi hoãn phiên tòa năm lần, Tòa án Tối cao Mexico đã bác đơn kiện vào ngày 31 tháng 5 năm 2017.
Vào ngày 24 tháng 5 năm 2016, một thành viên nổi bật của Quốc hội tiểu bang tuyên bố rằng Yucatán sẽ chờ Quốc hội Liên bang lập pháp về hôn nhân cùng giới trước khi thực hiện các bước cần thiết để hợp pháp hóa nó. Vào tháng 9 năm 2017, Đại hội Yucatán đã nhất trí thông qua dự luật do PRD đề xuất để bắt đầu thảo luận về các vấn đề trước đây đã bị bỏ qua và không được thảo luận, bao gồm cả hôn nhân cùng giới. Vào ngày 15 tháng 8 năm 2018, Thống đốc Rolando Zapata Bello đã giới thiệu các dự luật sửa đổi Hiến pháp và Bộ luật Gia đình để hợp pháp hóa hôn nhân cùng giới. Vào ngày 10 tháng 4 năm 2019, Quốc hội tiểu bang đã bác bỏ một sửa đổi để bãi bỏ lệnh cấm hiến pháp đối với hôn nhân cùng giới, trong một cuộc bỏ phiếu 9-15.

#### Amparos
- Vào ngày 26 tháng 3 năm 2013, một cặp đồng tính nam đã yêu cầu Cơ quan đăng ký dân sự của Yucatán kết hôn. Cơ quan đăng ký dân sự bác bỏ hồ sơ dự thầu nói rằng Hiến pháp Nhà nước định nghĩa hôn nhân là sự kết hợp giữa nam và nữ. Cặp vợ chồng đã kháng cáo quyết định của Cơ quan đăng ký dân sự và vào ngày 1 tháng 7, Tòa án quận ba công nhận rằng họ có quyền kết hôn. Vì Đăng ký dân sự không kháng cáo quyết định, amparo có hiệu lực.[370]
- Bốn cặp vợ chồng nam và hai cặp đồng tính nữ đã đến một văn phòng đăng ký dân sự vào ngày 14 tháng 8 năm 2013 để yêu cầu kết hôn và bị từ chối. Họ đã nộp đơn cho các lệnh riêng lẻ và 3 trong số đó đã được phê chuẩn vào ngày 4 và 15 tháng 11 và 17 tháng 12 năm 2013 bởi các tòa án ở Quận một, Bốn và Ba, tương ứng. Cả hai cặp đồng tính nữ và một cặp nam được chấp thuận.[371] Vào ngày 6 tháng 1 năm 2014, cuộc hôn nhân đồng tính nữ đầu tiên ở Yucatán đã diễn ra.[372] Cặp đôi đồng tính nữ thứ hai kết hôn vào ngày 25 tháng 1 năm 2014.[373][374] Vào ngày 18 tháng 2 năm 2014, cặp đôi nam đã kết hôn tại Cơ quan đăng ký dân sự của Mérida.[375]
- Vào tháng 6 năm 2015, một cặp đồng tính nữ, kết hôn ở Yucatán vào năm 2014 qua amparo, đã nhận được lệnh cấm đăng ký khai sinh con trai của họ với cả hai tên của mẹ mình. Họ đã cố gắng đăng ký khai sinh sáu tháng trước đó và bị từ chối.[376]
- Từ tháng 1 năm 2017 đến tháng 3 năm 2017, 15 cặp cùng giới đã kết hôn ở Yucatán, so với 16 cặp kết hôn trong cả năm 2016.[377]

### Zacatecas
Một đề xuất cho các đoàn thể dân sự đã được đệ trình lên Đại hội Zacatecas vào ngày 30 tháng 6 năm 2011. Các nhà lập pháp thừa nhận vào năm 2013 rằng nó không được ưu tiên. Vào tháng 3 năm 2014, các nhà lập pháp một lần nữa từ chối phê duyệt biện pháp này.
Vào ngày 18 tháng 6 năm 2015, một thành viên của PRD tuyên bố rằng cô sẽ đệ trình một dự luật cải cách Bộ luật Dân sự và Gia đình của tiểu bang để trao cho các cặp cùng giới những quyền tương tự như các cặp vợ chồng dị tính. Cuộc bầu cử tháng 7 năm 2018 đã dẫn đến MORENA, một đảng hôn nhân cùng giới, giành được nhiều ghế trong các cơ quan lập pháp ở Zacatecas.
Vào ngày 14 tháng 2 năm 2019, thành phố Zacatecas tuyên bố sẽ bắt đầu cấp giấy chứng nhận kết hôn cùng giới. Bất chấp những tuyên bố từ Thống đốc rằng các cuộc hôn nhân sẽ vô hiệu, và kêu gọi từ Đức cha Sigifredo Noriega để ngăn chặn các cuộc hôn nhân, cặp vợ chồng đầu tiên kết hôn vào ngày 23 tháng 2. Thành phố Cuauhtémoc tiếp theo vào ngày 1 tháng 3, trong khi một dự luật hôn nhân cùng giới mới được giới thiệu trước Quốc hội bang vào khoảng thời gian đó.

#### Amparos
- Lệnh đầu tiên được đệ trình bởi một cặp cùng giới ở tiểu bang đã được phê duyệt vào tháng 5 năm 2016.[388]
- Vào ngày 3 tháng 4 năm 2017, một cặp đồng tính nữ từ Fresnillo đã có được một amparo cho phép họ kết hôn.[389]
- Một amparo khác đã được cấp cho một cặp vợ chồng nam từ Fresnillo. Họ kết hôn vào tháng 10 năm 2017, trong một buổi lễ riêng cùng với gia đình và bạn bè.[390]

## Dư luận
Trong một cuộc thăm dò của Parametría, được thực hiện từ ngày 17 đến 20 tháng 11 năm 2006, 1.200 người Mexico đã được hỏi liệu họ có ủng hộ một sửa đổi hiến pháp sẽ hợp pháp hóa hôn nhân cùng giới ở Mexico hay không. 17% trả lời có, 61% trả lời không và 14% không có ý kiến. Cuộc thăm dò tương tự cho thấy 28% ủng hộ kết hợp dân sự, 41% phản đối và 28% không có ý kiến. Từ 27 đến 30 tháng 11 năm 2009, tờ báo lớn của Mexico El Universal đã thăm dò 1.000 công dân Mexico City liên quan đến việc hợp pháp hóa hôn nhân cùng giới trong thành phố. 50% ủng hộ nó, 38% chống lại nó và 12% không biết gì. Cuộc thăm dò tương tự cho thấy sự ủng hộ mạnh mẽ hơn ở nhóm dân số trẻ nhất (tuổi: 18 Hàng29), 67% và yếu hơn ở những người già nhất (tuổi: 50 trở đi), 38%. Với 48%, lý do được trích dẫn nhiều nhất là "quyền lựa chọn" cho những người ủng hộ, theo sau là "mọi người đều bình đẳng" với 14%. 39% những người phản đối trích dẫn "điều đó không bình thường" là lý do chính để không ủng hộ hôn nhân cùng giới, tiếp theo là "chúng tôi mất giá trị" với 18%.
Guillermo Bustamante Manilla, thành viên PAN và chủ tịch của "Liên minh các bậc cha mẹ gia đình" (tiếng Tây Ban Nha: Unión Nacional de Padres de Familia), cũng như cha đẻ của Guillermo Bustamante Artasánchez, giám đốc luật của Bộ trưởng Nội vụ, phản đối việc phá thai và các đoàn thể dân sự đồng tính và đã mô tả sau này là "chống tự nhiên." Ông đã công khai yêu cầu cử tri không bỏ phiếu cho các đảng "phá thai" và những người ủng hộ mối quan hệ đồng tính luyến ái.
Một nghiên cứu được thực hiện bởi Đại học Vanderbilt năm 2010 đã kết luận rằng 37,8% người Mexico ủng hộ hôn nhân cùng giới.
Một cuộc thăm dò được thực hiện vào tháng 7 năm 2013 cho thấy sự gia tăng đáng kể trong hỗ trợ cho hôn nhân cùng giới, với 52% người Mexico ủng hộ hợp pháp hóa hôn nhân cùng giới. Khi bị phá vỡ bởi tôn giáo, sự ủng hộ là 52% trong số người Công giáo La Mã và 62% trong số những người không theo tôn giáo. Tuy nhiên, trong cùng một cuộc thăm dò, chỉ có 24% số người được hỏi ủng hộ việc nhận con nuôi của các cặp cùng giới.
Theo khảo sát của Pew Research Center, được thực hiện trong khoảng thời gian từ 30 tháng 10 đến 12 tháng 11 năm 2013, 49% người Mexico ủng hộ hôn nhân cùng giới, 43% đã phản đối.
Đầu năm 2014, Tủ truyền thông chiến lược, một công ty dịch vụ tư vấn thống kê, đã công bố một báo cáo có tên là "Không dung nạp xã hội ở Mexico", trong đó các cuộc thăm dò bao gồm một số vấn đề xã hội đã được tiến hành tại 45 thành phố và đô thị lớn nhất. Nghiên cứu cho thấy sự hỗ trợ mạnh mẽ nhất cho các cuộc hôn nhân cùng giới đã được đăng ký tại Mexico City, Tijuana, San Luis Potosí, Colima và La Paz; trong khi đó nó là yếu nhất ở Durango, Ciudad Victoria, Aguascalientes, Chihuahua và Monterrey. Ngoài ra, nhận nuôi bởi các cặp cùng giới được chấp nhận rộng rãi hơn ở Mexico City, thành phố biên giới của Tijuana và Ciudad Juárez, cũng như Xalapa và Cancún; trong khi đó sự hỗ trợ ít nhất đã được tìm thấy ở Chihuahua, Guadalajara, Aguascalientes, Durango và Campeche.
Sau đề nghị của Tổng thống Enrique Peña Nieto về việc hợp pháp hóa hôn nhân cùng giới ở Mexico vào tháng 5 năm 2016, một cuộc thăm dò về vấn đề này đã được thực hiện bởi Gabinete de Comunicación Estratégica. 69% số người được hỏi đã ủng hộ sự thay đổi. 64% cho biết họ coi đó là một tiến bộ trong việc công nhận quyền con người. Dư luận đã thay đổi hoàn toàn trong suốt 16 năm. Năm 2000, 62% cảm thấy rằng hôn nhân cùng giới không nên được cho phép trong bất kỳ trường hợp nào. Năm 2016, chỉ có 25% cảm thấy như vậy. Ngoài ra, một cuộc khảo sát của BGC-Excélsior đã tiến hành cùng tháng đã tìm thấy những con số tương tự: 65% người Mexico bày tỏ sự ủng hộ đối với hôn nhân cùng giới. Tuy nhiên, một cuộc thăm dò được thực hiện bởi Parametría cùng tháng đó đã tìm thấy những con số hoàn toàn trái ngược. Theo công ty bỏ phiếu, 59% người Mexico phản đối hôn nhân cùng giới.
AmericaBarometer 2017 cho thấy 51% người Mexico ủng hộ hôn nhân cùng giới.